# Умершие в декабре 2024 года
Это список известных людей, соответствующих установленным критериям значимости (см. Википедия:Критерии значимости персоналий), умерших в декабре 2024 года.
Причина смерти указывается лишь в исключительных случаях (убийство, самоубийство, гибель в результате военных действий, смертная казнь, ДТП или несчастные случаи). В остальных случаях — не указывается.

## 31 декабря

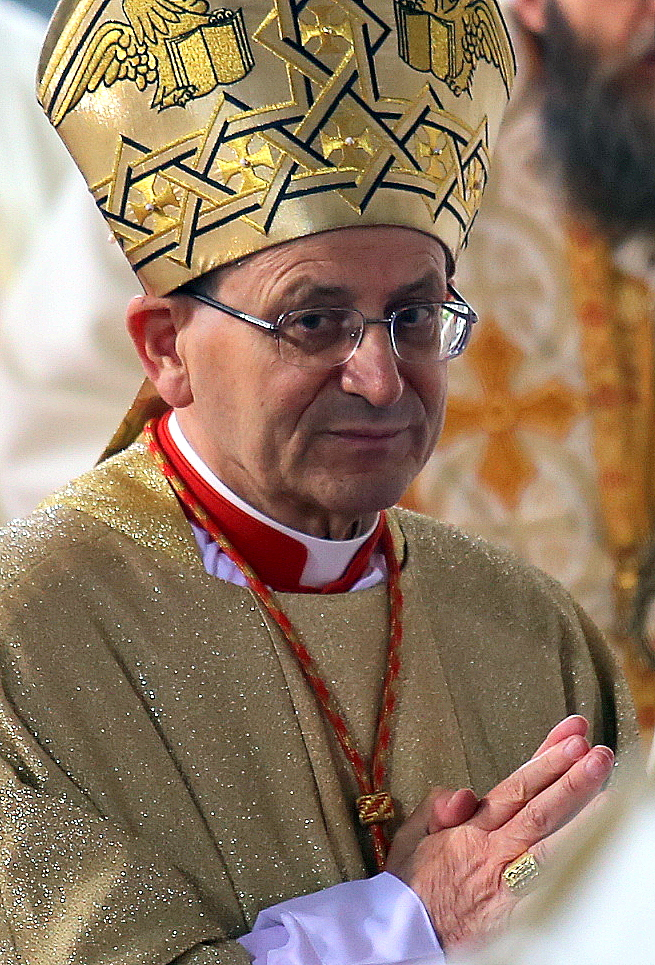
Анджело Амато

Арнольд Рюйтель

- Амато, Анджело (86) — итальянский кардинал, префект Конгрегации по канонизации святых (2008—2018)[1].
- Бузылёва, Алёна Михайловна (56) — советская и российская певица, актриса, сестра Дмитрия Бузылёва[2].
- Вителли, Паоло[итал.] (77) — итальянский предприниматель и политик, член Палаты депутатов (2013—2015)[3].
- Выходцева, Инна Николаевна (90) — советская и российская актриса, заслуженная артистка Российской Федерации (1992)[4].
- Джонсон, Том (85) — американский композитор-минималист[5].
- Маккей, Кеннет Худ (91) — американский политик, губернатор Флориды (1998—1999)[6].
- Пытляковский, Пётр (73) — польский журналист и киносценарист[7].
- Рюйтель, Арнольд (96) — советский и эстонский государственный деятель, председатель Президиума Верховного Совета Эстонской ССР (1983—1990), председатель Верховного Совета Эстонии (1990—1992), президент Эстонии (2001—2006)[8].
- Святашов, Пётр Григорьевич (82) — российский военачальник, начальник штаба — первый заместителем командующего Черноморским флотом (1992—1997), вице-адмирал[9].
- Уокер, Джонни[англ.] (79) — британский диджей[10].
- Фримантл, Брайан[англ.] (88) — британский журналист и писатель[11].
- Хирш, Уолли[англ.] (88) — новозеландский политик, комиссар по межрасовым отношениям (1986—1989)[12].

## 30 декабря

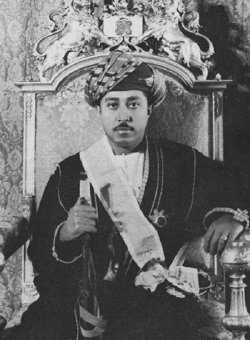
Джамшид ибн Абдулла

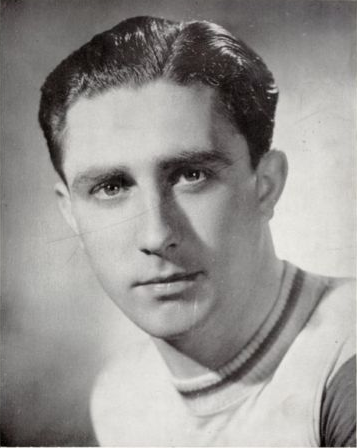
Эмиль Идэ

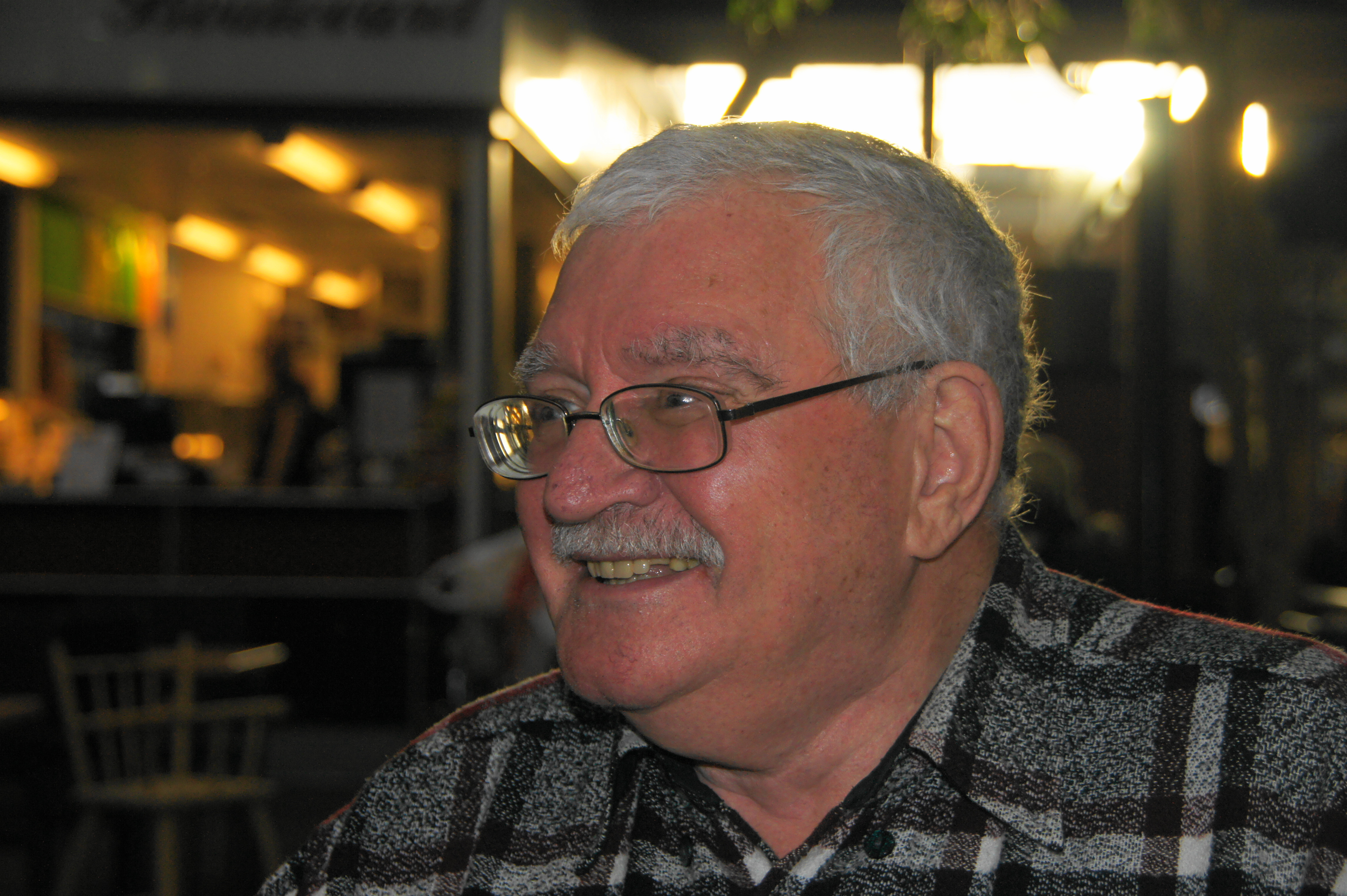
Якуб Лапатка

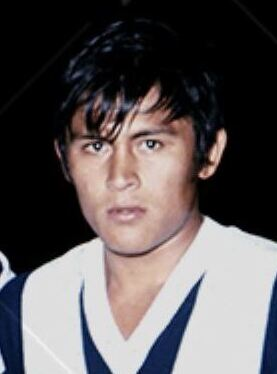
Уго Сотиль

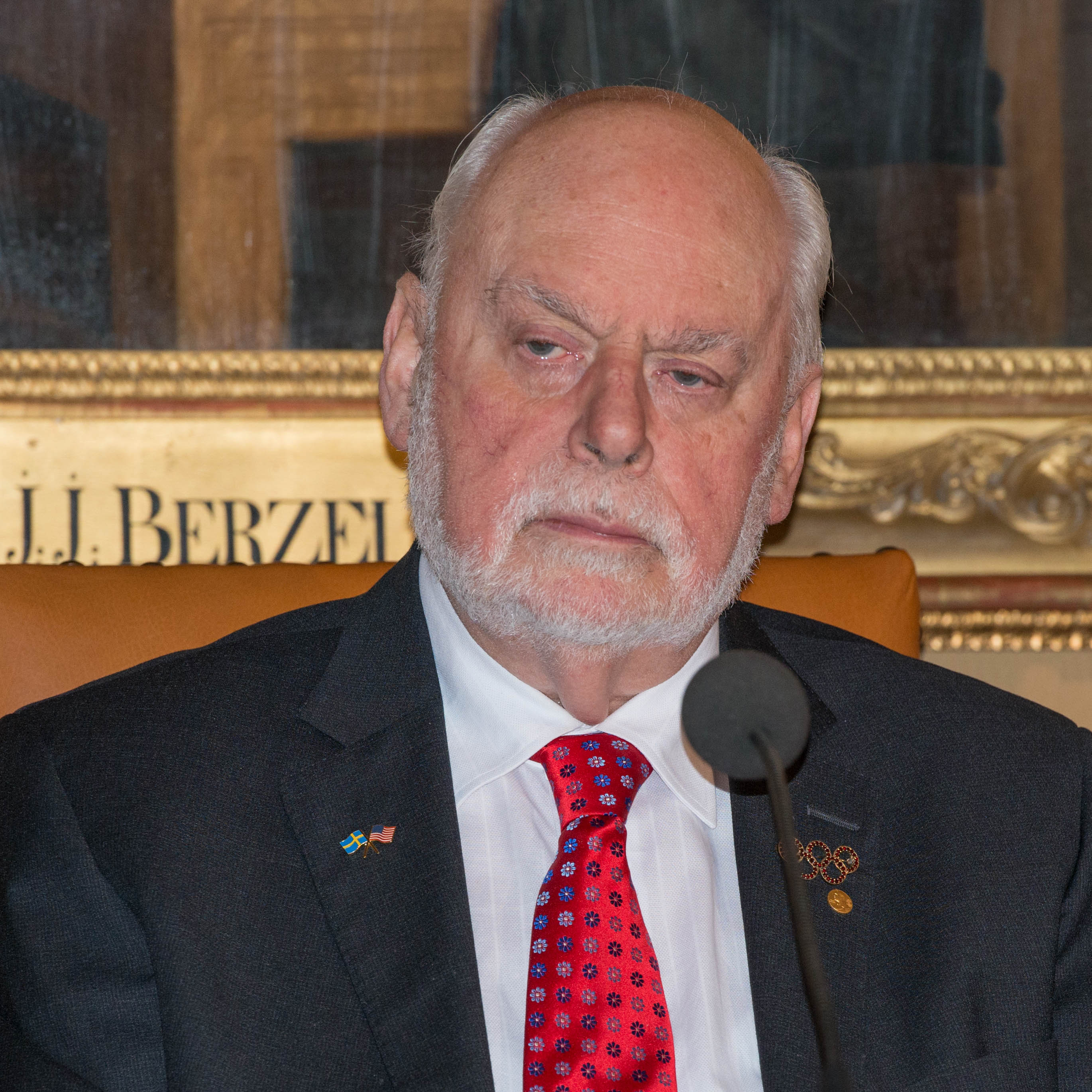
Джеймс Стоддарт

- Бенгу, Сибусисо[англ.] (90) — южноафриканский политический деятель, министр образования (1994—1999)[13].
- Бер, Вольфганг де (60) — немецкий футбольный вратарь и тренер[14].
- Борисюк, Михаил Демьянович (90) — советский и украинский конструктор бронетанковой техники, член-корреспондент НАН Украины (2009), Герой Украины (2000)[15].
- Данилин, Владимир Николаевич (73) — советский и российский иллюзионист, народный артист РСФСР (1990)[16].
- Джамшид ибн Абдулла (95) — последний султан Занзибара (1963—1964)[17].
- Ивашкевич, Майя Сергеевна (99) — советская и российская актриса театра и кино[18].
- Идэ, Эмиль (104) — французский шоссейный велогонщик[19].
- Каподайс, Джон[англ.] (83) — американский актёр[20].
- Ким Су Хан[кор.] (96) — южнокорейский политический деятель, спикер Национального собрания (1996—1998)[21].
- Ковалёв, Геннадий Иванович (79) — советский биатлонист, чемпион мира (1973)[22].
- Ланата, Хорхе[исп.] (64) — аргентинский журналист и писатель[23].
- Лапатка, Якуб (80) — белорусский лингвист и переводчик[24].
- Лене, Паскаль (82) — французский писатель, лауреат Гонкуровской премии (1974)[25].
- Лопеш, Адилия[порт.] (64) — португальская поэтесса[26].
- Макнил, Боб[англ.] (82) — новозеландский журналист и телеведущий[27].
- Ньюберри, Майкл[англ.] (27) — английский футболист[28].
- Смирнова, Ольга Всеволодовна (85) — советский российский биолог, ботаник, эколог, специалист по популяционной биологии, структурно-функциональной организации и динамике лесных экосистем[29].
- Сотиль, Уго (75) — перуанский футболист, игрок национальной сборной[30].
- Стоддарт, Джеймс Фрейзер (82) — британский и американский химик, лауреат Нобелевской премии по химии (2016)[31].

## 29 декабря

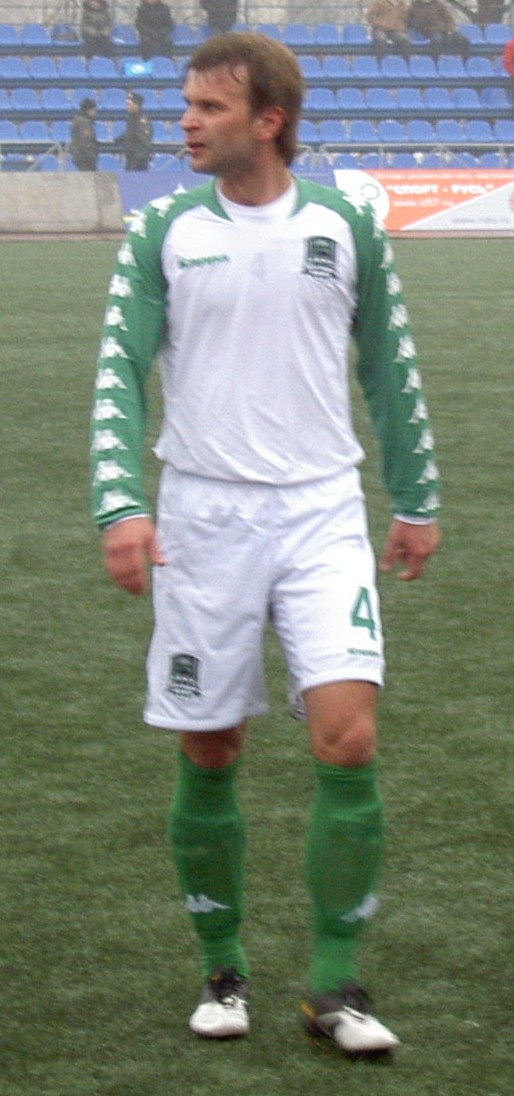
Алексей Бугаев

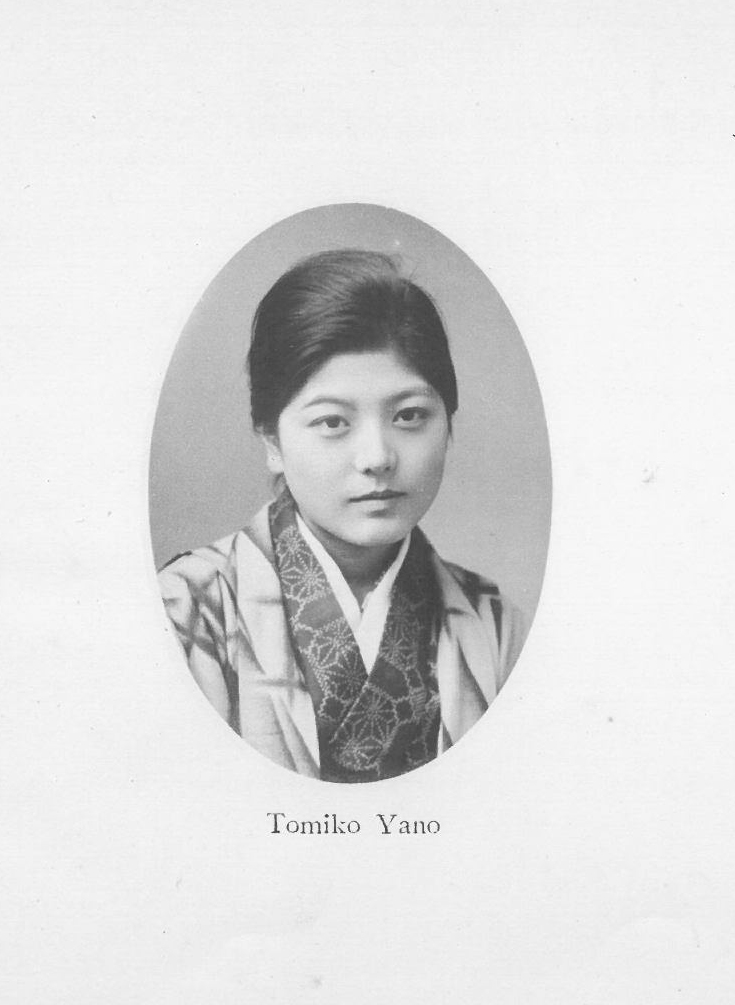
Томико Итоока

Джимми Картер

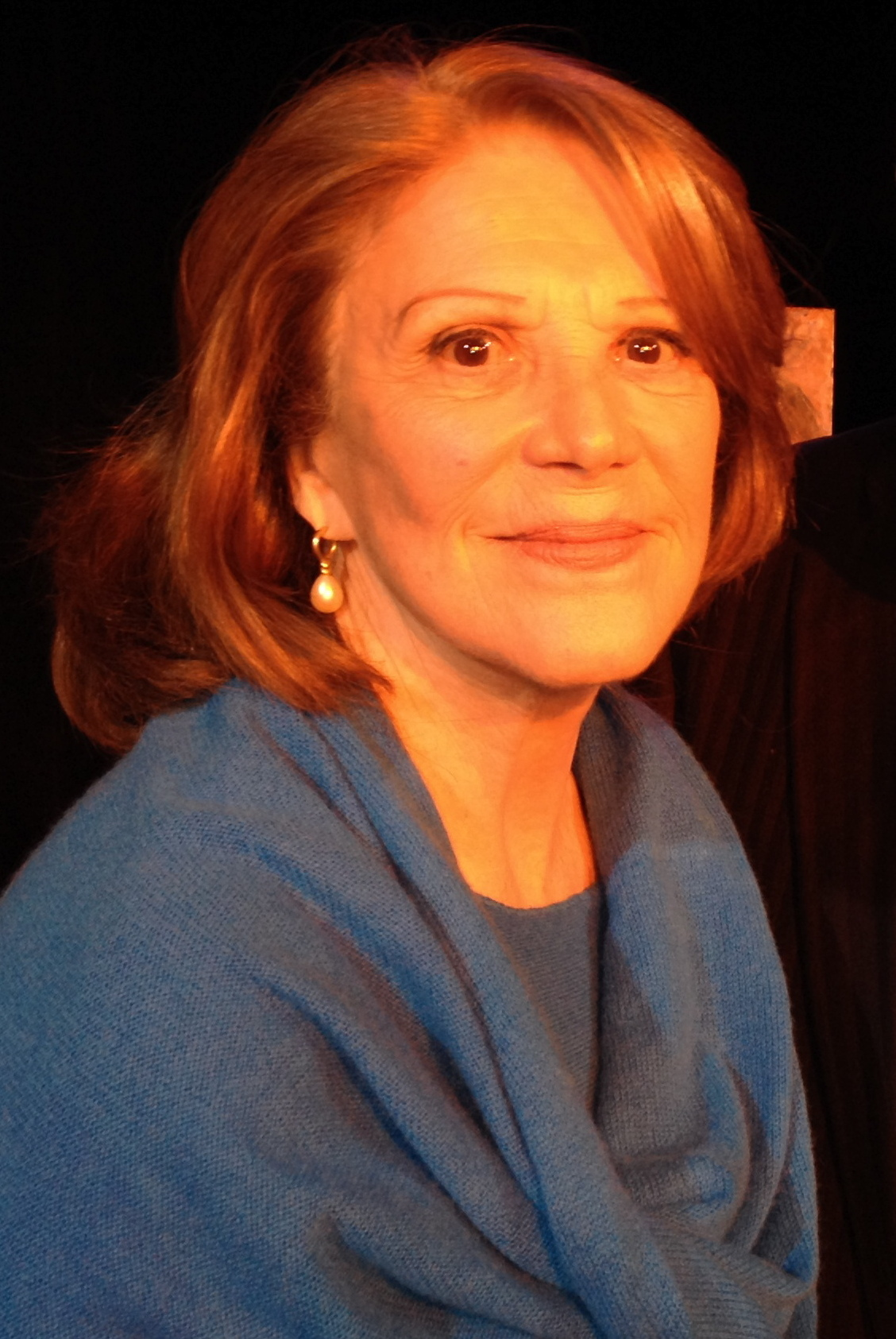
Линда Лавин

- Бугаев, Алексей Иванович (43) — российский футболист, игрок национальной сборной; погиб на российско-украинской войне[32].
- Воронин, Василий Петрович (93) — советский промышленный и партийный деятель, Герой Социалистического Труда (1976)[33].
- Итоока, Томико (116) — японская супердолгожительница[34].
- Картер, Джимми (100) — американский политик, президент (1977—1981), лауреат Нобелевской премии мира (2002)[35].
- Лавин, Линда (87) — американская актриса и певица[36].
- Песов, Эдуард Иосифович (92) — советский и российский фотограф[37].
- Прадхан, Сатиш[англ.] (84) — индийский политический деятель, депутат Раджья сабхи (1992—2004)[38].
- Серебрянский, Олег Васильевич (69) — советский футболист, украинский спортивный функционер и тренер, чемпион СССР (1983)[39].
- Соколов, Валентин Евгеньевич (89) — советский моряк-подводник, Герой Советского Союза (1976)[40].
- Труус, Тыну[эст.] (78) — эстонский шахматный тренер, заслуженный тренер Эстонской ССР (1987)[41].
- Шнайдер, Оскар (97) — западногерманский государственный деятель, министр строительства ФРГ (1982—1989)[42].

## 28 декабря
- Вуд, Вирджил[англ.] (93) — американский правозащитник[43].
- Долан, Чарльз[англ.] (98) — американский бизнесмен, основатель HBO[44].
- Карплус, Мартин (94) — американский химик, лауреат Нобелевской премии по химии (2013)[45].
- Кузьмин, Валерий Борисович (83) — советский хоккеист, четырехкратный чемпион СССР[46].
- Лежён, Эмиль (86) — бельгийский футболист, игрок национальной сборной[47].
- Подъяпольская, Надежда Ивановна (83) — советская и российская актриса, заслуженная артистка РСФСР (1977)[48].
- Райт, Чарли[англ.] (86) — шотландский футболист[49].
- Сынкова, Яна[чеш.] (80) — чехословацкая и чешская актриса[50].
- Терехов, Владимир Юрьевич (78) — советский и российский моряк-подводник, Герой Российской Федерации (1993)[51].
- Чекалин, Михаил Геннадиевич (65) — советский и российский композитор, художник и продюсер[52].
- Шаролапова, Нина Владимировна (75) — советская и украинская актриса, народная артистка Украины (2000)[53].

## 27 декабря

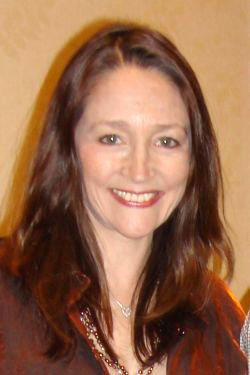
Оливия Хасси

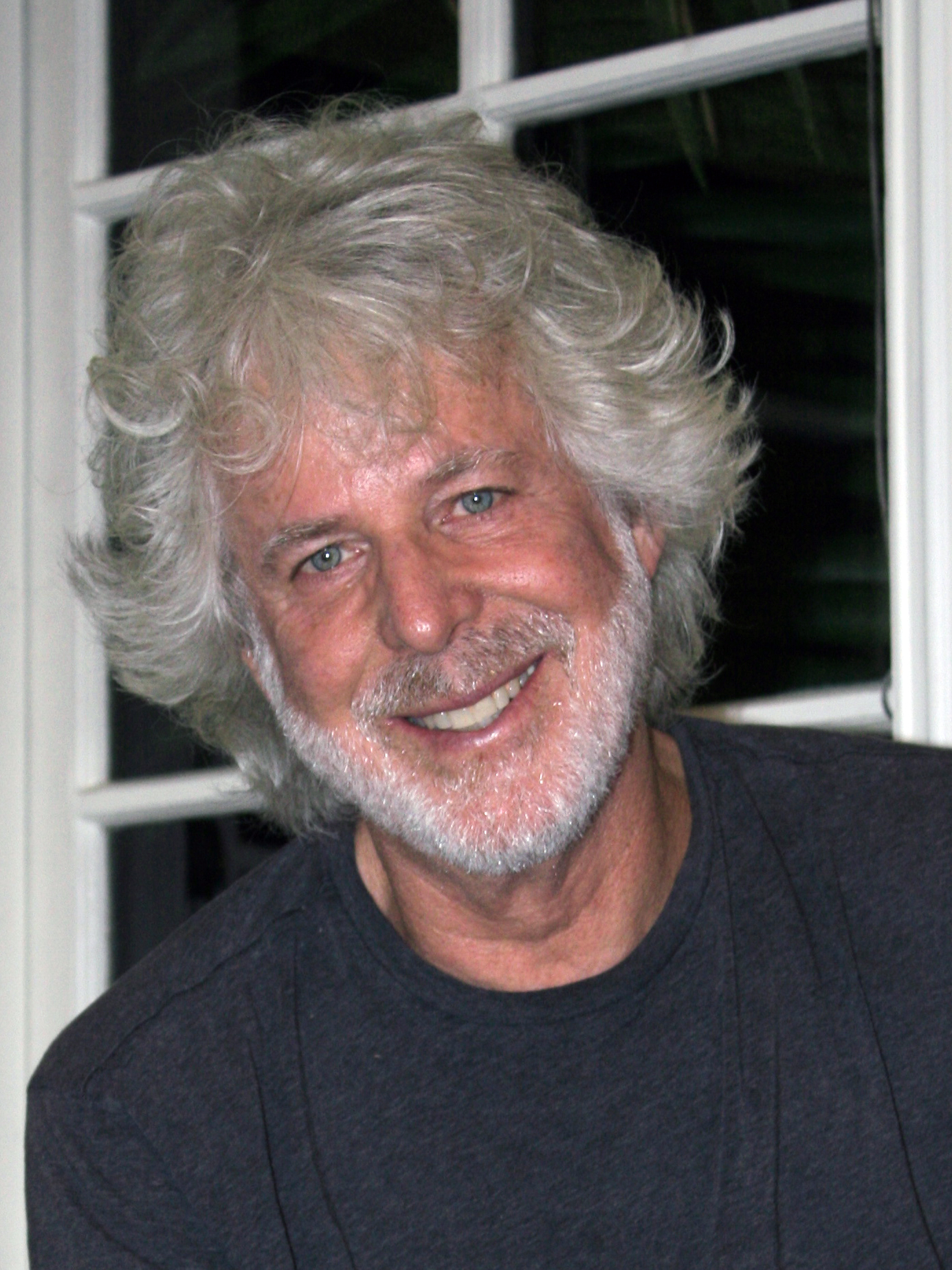
Чарльз Шайер

- Адати, Тосуюки[яп.] (70) — японский политический деятель, член Палаты советников (с 2016)[54].
- Базавлуцкий, Сергей Семёнович (75) — российский предприниматель и меценат[55].
- Бамба, Пол[исп.] (35) — пуэрто-риканский боксёр[56].
- Баньоли, Даниэле (71) — итальянский волейбольный тренер[57].
- Заворуев, Анатолий Викторович (73) — советский и российский актёр, заслуженный артист РСФСР (1989)[58].
- Кардава, Бачуки (54) — грузинский политический деятель, депутат Парламента (с 2020)[59].
- Лепе Лепе, Умберто[исп.] (75) — мексиканский политический деятель, депутат Конгресса (2009—2012)[60].
- Любоня, Ставри[алб.] (89) — албанский футболист, трёхкратный чемпион Албании[61].
- Оровае, Арнольд[англ.] (69) — католический епископ Папуа — Новой Гвинеи, епископ Вабага (с 2008)[62].
- Сагбо, Жан Грегуар (65) — муниципальный политик Тверской области, первый в постсоветской России чернокожий депутат[63].
- Серков, Александр Фёдорович (91) — советский и российский экономист и государственный деятель, академик РАСХН (1997—2013), академик РАН (2013)[64].
- Сэвилл, Розалинд (73) — британский искусствовед и музейный куратор[65].
- Хасси, Оливия (73) — британская киноактриса[66].
- Хэддон, Дейл[англ.] (76) — канадская модель и актриса[67].
- Шайер, Чарльз (83) — американский кинорежиссёр, сценарист и продюсер[68].
- Шапурич, Светозар (64) — югославский и сербский футболист и футбольный тренер[69].

## 26 декабря

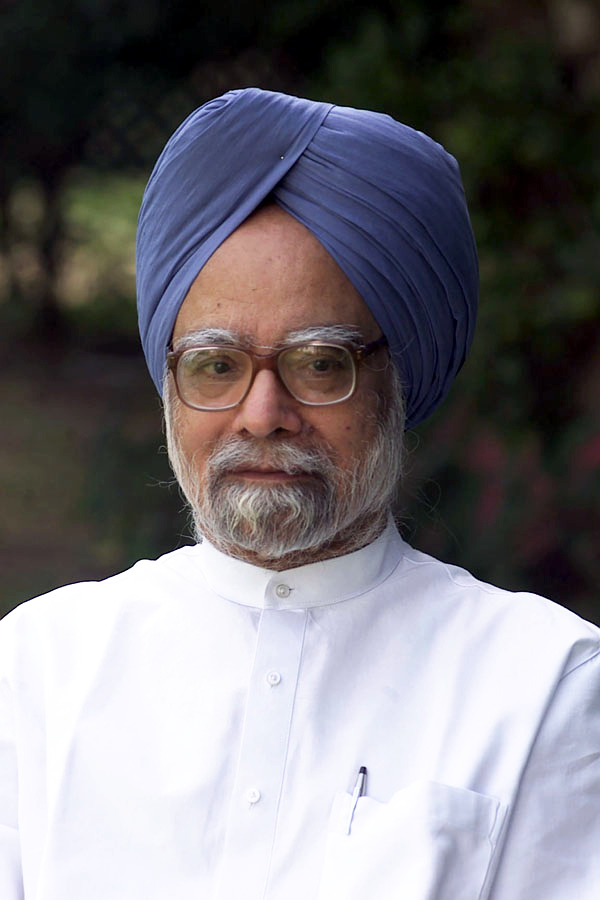
Манмохан Сингх

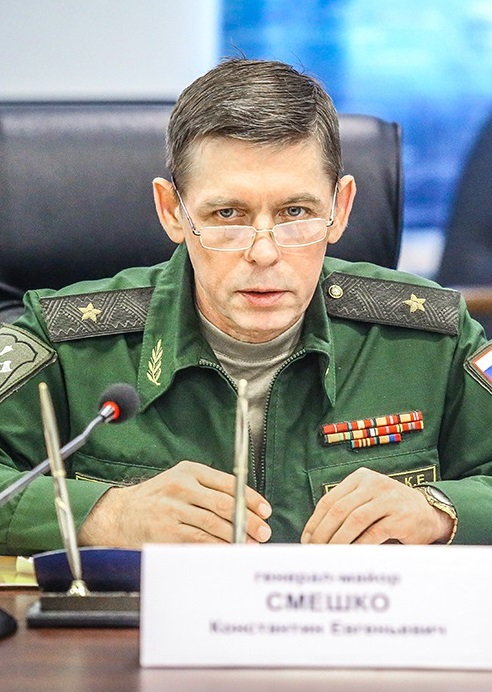
Константин Смешко

- Габескирия, Гизо Шалвович (88) — советский и грузинский кинорежиссёр, заслуженный деятель искусств Грузинской ССР (1980)[70].
- Дамрон, Мэри[англ.] (70) — американский миссионер[71].
- Кобб, Джон (99) — американский эколог и богослов[72].
- Парсонс, Ричард (76) — американский бизнесмен, главный исполнительный директор Time Warner Inc. (2002—2007), председатель правления Citigroup (2009—2012)[73].
- Сингх, Манмохан (92) — индийский политический и государственный деятель, премьер-министр (2004—2014), депутат Раджья сабхи (1991—2024)[74].
- Смешко, Константин Евгеньевич (61) — советский и российский военачальник, заместитель начальника инженерных войск Вооружённых сил Российской Федерации (с 2017), генерал-майор (2012)[75].
- Соляник, Руслан Алексеевич (40) — украинский футболист[76].
- Топоров, Сергей Юрьевич (53) — советский и российский футболист[77].
- Цыренов, Владимир Галсанович (83) — советский стайер и марафонец[78].
- OG Maco[англ.] (32) — американский рэпер; самоубийство[79].

## 25 декабря

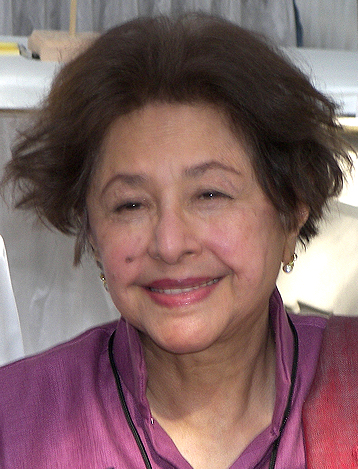
Бапси Сидхва

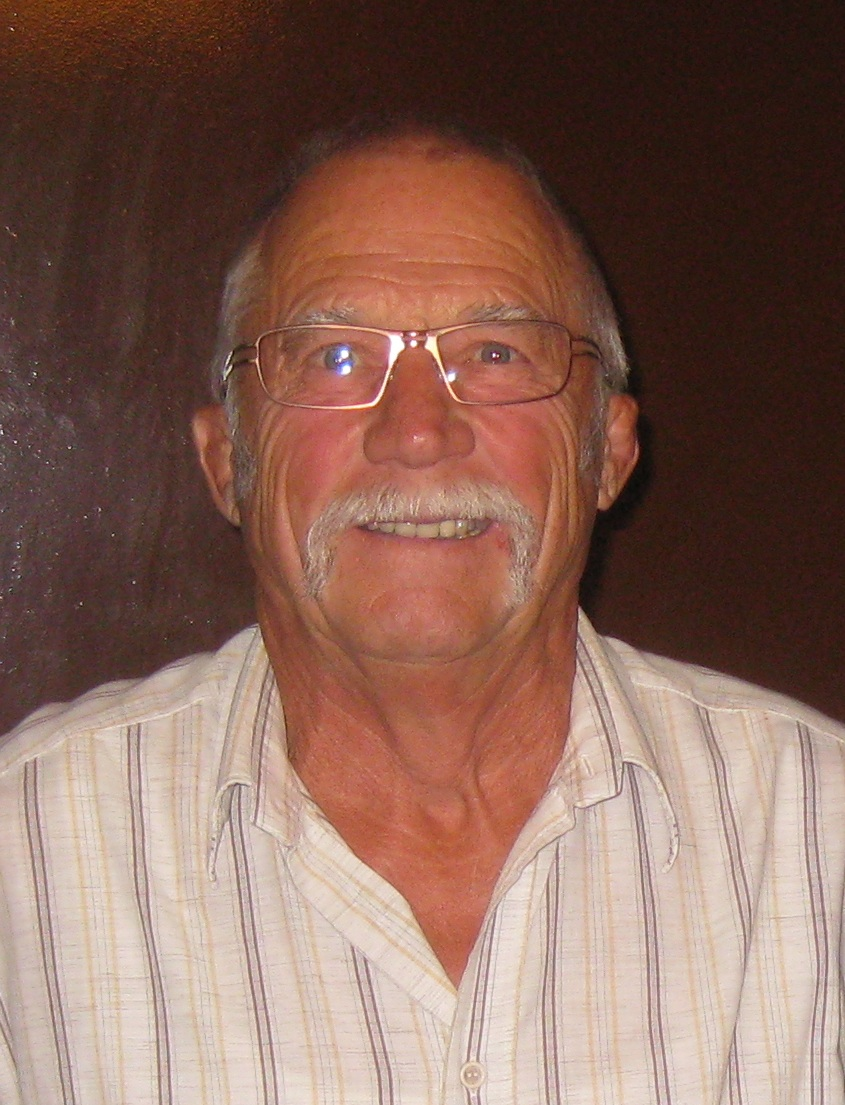
Эрик Хенни

- Айя, Поль Абине[фр.] (74) — камерунский политический деятель, депутат Национального собрания (2002—2011)[80].
- Бапси Сидхва (86) — пакистанская и американская писательница[81].
- Дульсе (69) — мексиканская певица и актриса[82].
- Карибов, Фархад[азерб.] (72) — азербайджанский политический деятель, депутат Милли Меджлиса[83].
- Моралес, Мария Антония[исп.] (93) — чилийский юрист, судья Верховного суда[84].
- Мяловский, Владимир Васильевич (79) — советский и российский артист цирка, акробат, заслуженный артист Российской Федерации (1995)[85].
- Педросо, Карлос[исп.] (57) — кубинский фехтовальщик, чемпион мира (1997), бронзовый призёр Олимпийских игр (2000)[86].
- Судзуки, Осаму[яп.] (94) — японский бизнесмен, директор компании Suzuki[87].
- Хелу, Бернис[англ.] (70) — ганская политическая деятельница, депутат Парламента (2013—2017)[88].
- Хенни, Эрик (86) — швейцарский дзюдоист, призёр Олимпийских игр (1964)[89].
- Погибшие при крушении самолёта Embraer E190 близ Актау «Азербайджанских авиалиний»[90]:
  - Алиева, Хокума Джалил кызы (33) — азербайджанская стюардесса, старший бортпроводник Национальный герой Азербайджана (2024; посмертно).
  - Кальянинов, Александр Георгиевич (32) — азербайджанский пилот гражданской авиации, второй пилот,  Национальный герой Азербайджана (2024; посмертно).
  - Кшнякин, Игорь Иванович (62) — азербайджанский пилот гражданской авиации, Национальный герой Азербайджана (2024; посмертно).

## 24 декабря

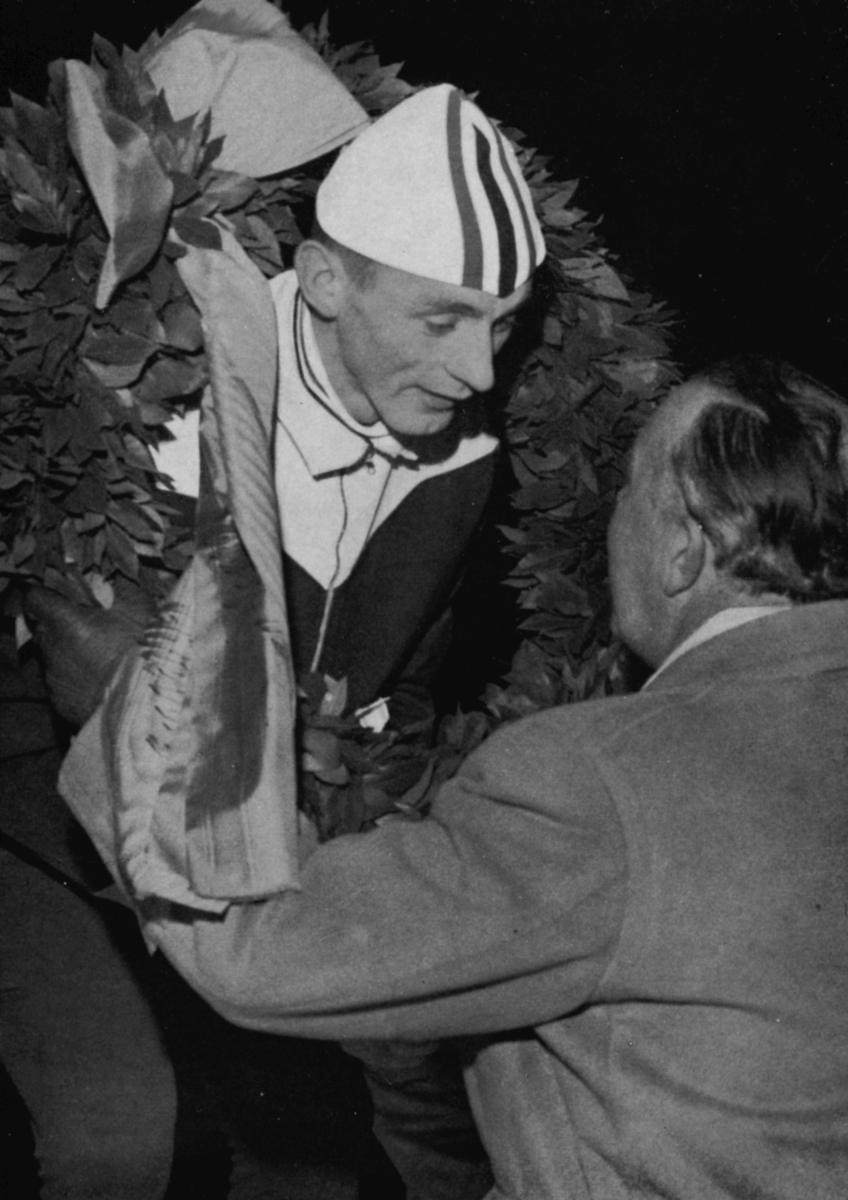
Нильс Онесс

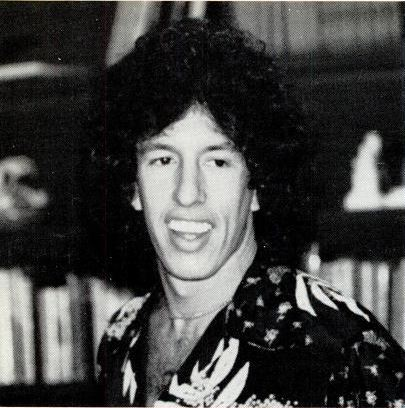
Ричард Перри

- Баккарини, Клаудия (114) — итальянская супердолгожительница[91].
- Гастанес, Эдвин[англ.] (66) — филиппинский спортивный функционер, генеральный секретарь Федерации футбола и Национального олимпийского комитета Филиппин[92].
- Гицба, Шалва Чифович (88) — советский и абхазский актёр и режиссёр, народный артист Абхазской АССР (1984)[93].
- Онесс, Нильс Эгиль (88) — норвежский конькобежец, бронзовый призёр чемпионата мира (1963), чемпион Европы (1963)[94].
- Перри, Ричард (82) — американский музыкальный продюсер[95].
- Приор, Альфредо[исп.] (72) — аргентинский художник, писатель и музыкант[96].
- Рахматуллаева, Шафоат (83) — советская и узбекская актриса, народная артистка Узбекистана (1992)[97].
- Тменов, Александр Владимирович (73) — российский хозяйственный деятель, генеральный директор (2002—2022) и председатель Совета директоров (с 2022) ЗИДа[98].
- Шамилов, Аладдин Халыгверди оглы (81) — советский и азербайджанский математик[99].
- Юоцявичус, Юозас Пранович (77) — советский боксёр, чемпион Европы (1971)[100].

## 23 декабря

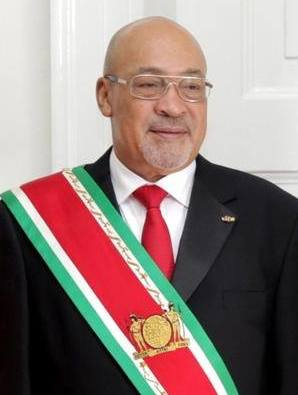
Дези Баутерсе

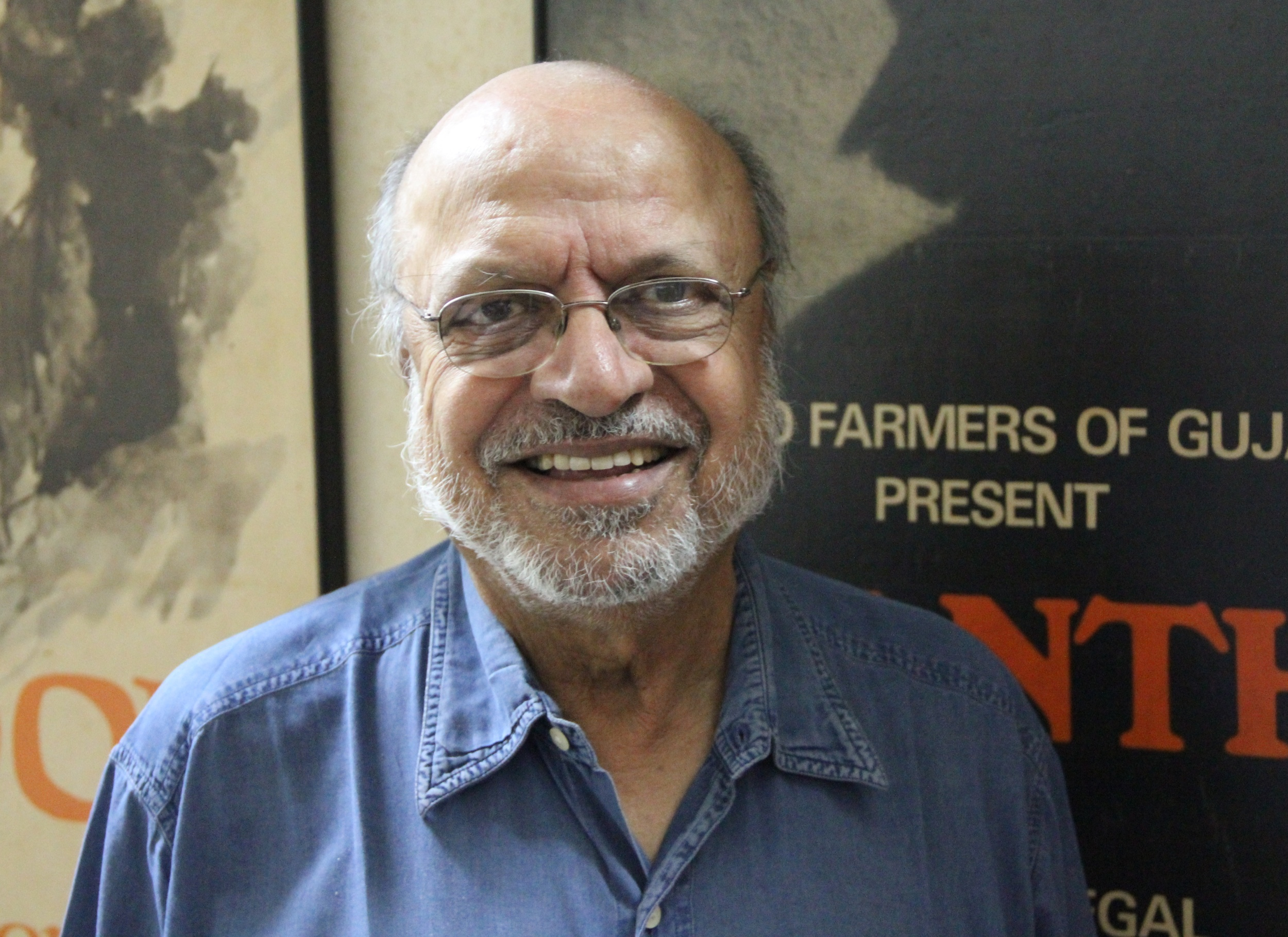
Шьям Бенегал

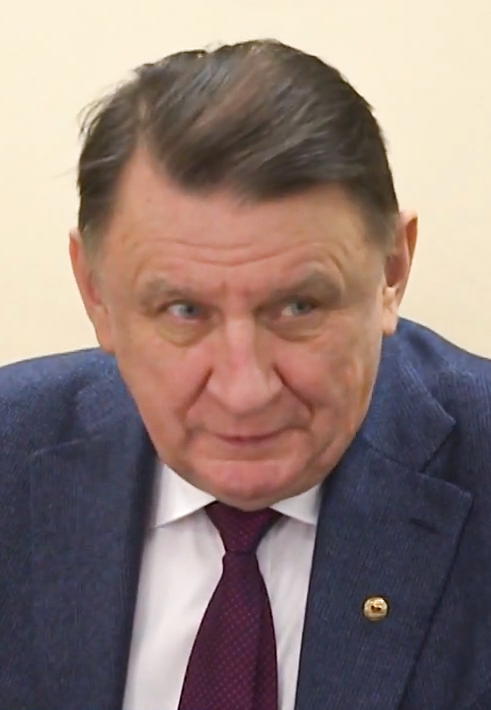
Владимир Бураков

- Баутерсе, Дези (79) — суринамский государственный и военный деятель, президент (2010—2020)[101].
- Бенегал, Шьям (90) — индийский кинорежиссёр[102].
- Бураков, Владимир Юрьевич (70) — российский политический деятель, председатель Российской партии пенсионеров за социальную справедливость (с 2016)[103].
- Глут-Нововейский, Вацлав[пол.] (98) — польский писатель-публицист[104].
- Еганян, Тигран Рафаэлович (46) — армянский политический деятель, депутат Парламента (2005—2006)[105].
- Иоанникий (Ефименко) (83) — схиархимандрит Русской православной церкви, лишённый сана[106].
- Капленко, Николай Николаевич (66) — советский и российский певец, заслуженный артист Российской Федерации (2004)[107].
- Коляса, Мечислав[пол.] (101) — польский футболист и тренер[108].
- Негро Павон, Дальмасио[исп.] (93) — испанский философ[109].
- Парсоннет, Виктор (100) — американский кардиохирург[110].
- Радионченко, Анна Алексеевна (97) — советский и российский гинеколог, член-корреспондент АМН СССР / РАМН (1982—2014), член-корреспондент РАН (2014)[111].
- Серик, Али (20) — казахстанский тайский боксёр, чемпион мира (2022); убийство[112].
- Фарруджа, Мария (112) — мальтийская супердолгожительница[113].
- Хворостов, Анатолий Семёнович (84) — советский и российский искусствовед и художник, заслуженный деятель искусств РCФСР (1981)[114].
- Хедигер, Софи[нем.] (26) — швейцарская сноубордистка; несчастный случай[115].
- Четраускас, Теодорас[лит.] (80) — литовский писатель и переводчик[116].
- Шапиро, Мел[англ.] (89) — американский режиссёр, сценарист и продюсер[117].

## 22 декабря

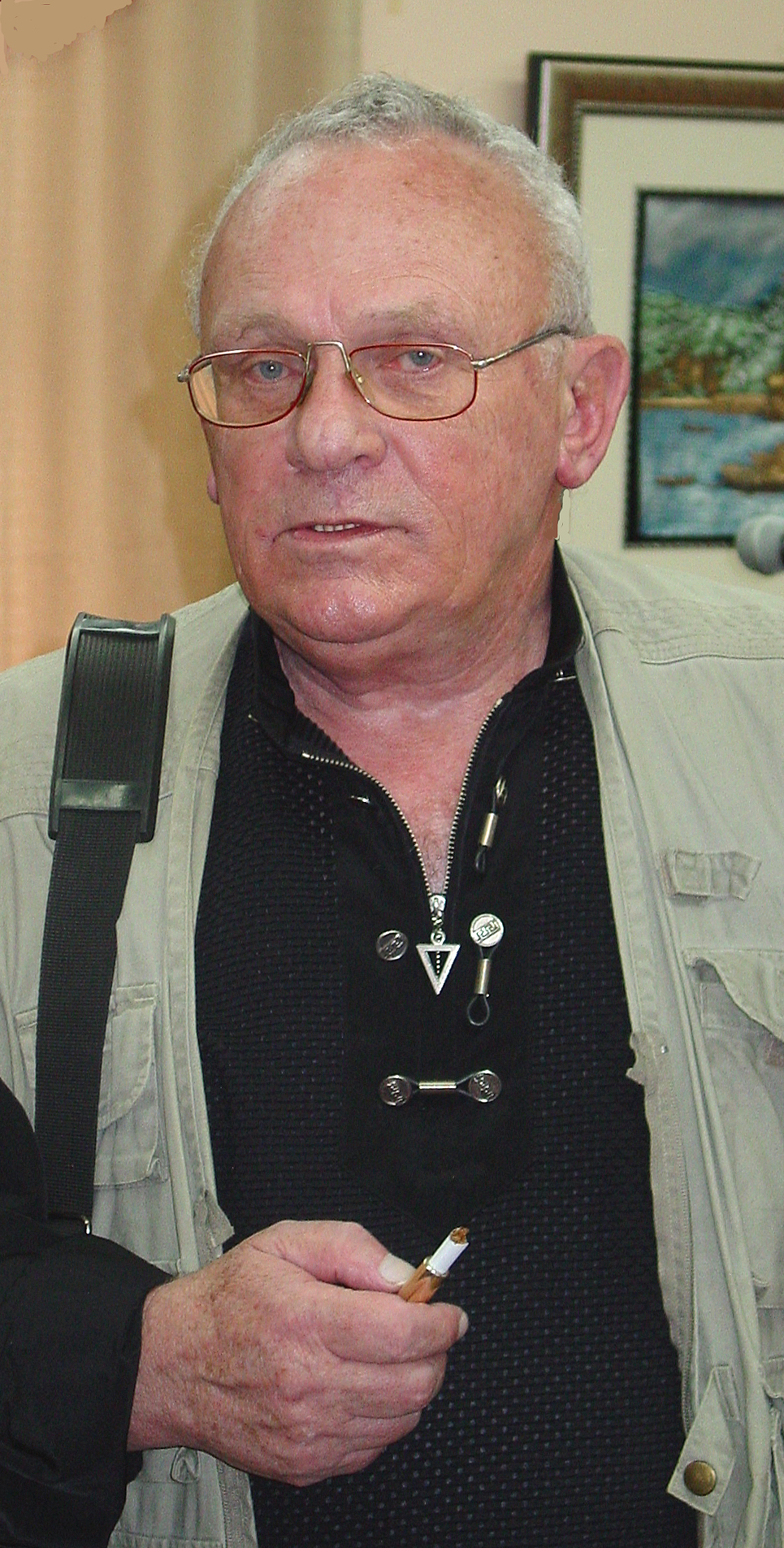
Эдуард Кузнецов

- Исхак, Аванг Фарук[индон.] (76) — индонезийский политический деятель, губернатор провинции Восточный Калимантан (2008—2018)[118].
- Климов, Павел Юрьевич (73) — сотрудник КГБ СССР и российский муниципальный деятель, глава города Долгопрудного (1996—2000)[119].
- Кузнецов, Эдуард Самойлович (85) — советский и израильский правозащитник, писатель и журналист[120].
- Линднер, Дитер (85) — немецкий футболист[121].
- Мильбах, Владимир Спартакович (67) — российский военный историк[122].
- Райс, Стюарт (92) — американский химик-теоретик и физикохимик, член Национальной академии наук США[123].
- Ролландин, Аугусто[итал.] (75) — итальянский политик, сенатор (2001—2006)[124].
- Сорока, Николай Петрович[укр.] (72) — украинский политик, глава Ровненской области (1997—2005), депутат Верховной рады (2012—2014)[125].
- Стиебра, Розе (82) — советский и латвийский режиссёр-мультипликатор[126].
- Янс, Хишам[араб.] (78) — иорданский актёр и писатель[127].

## 21 декабря

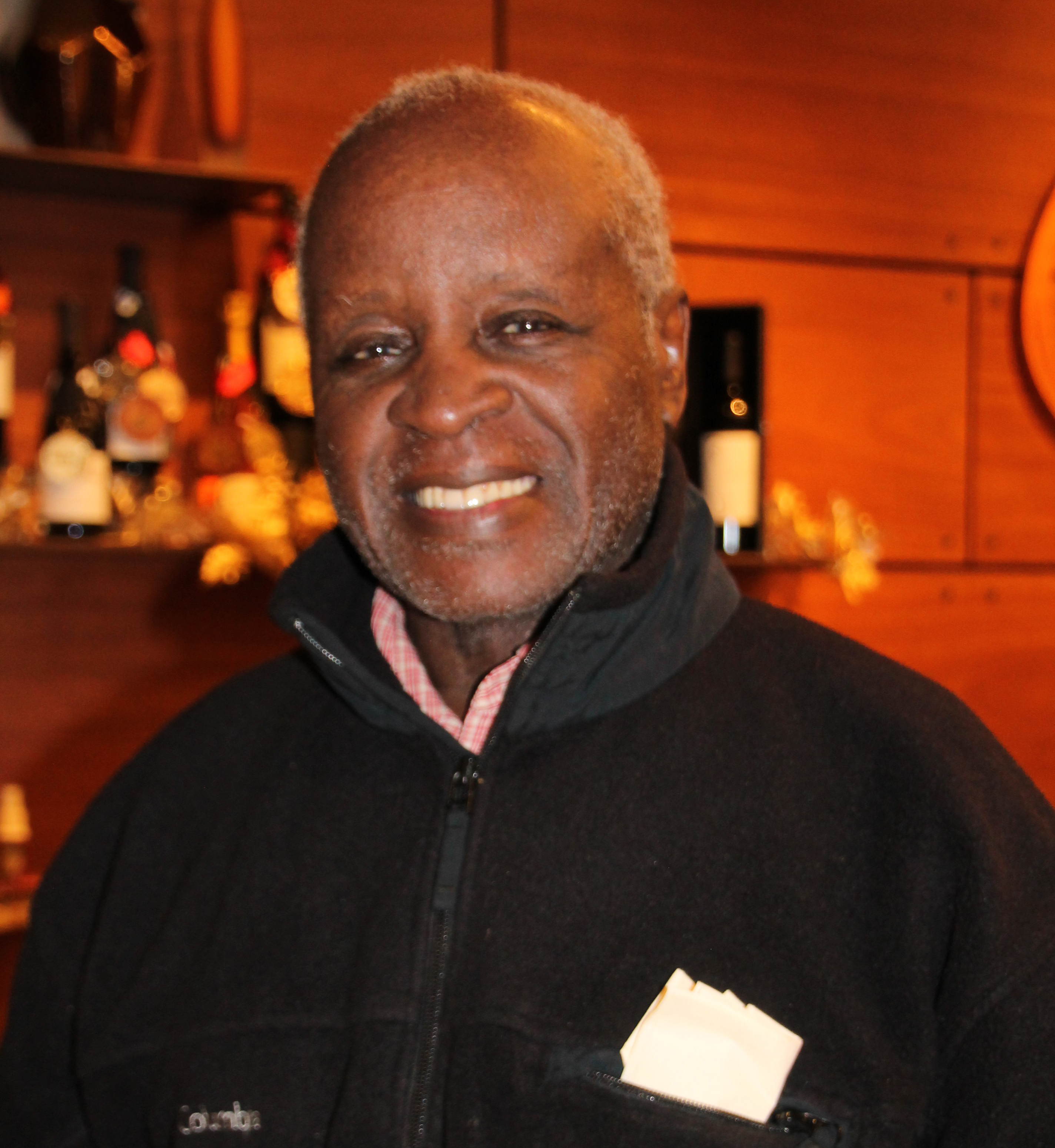
Арт Эванс

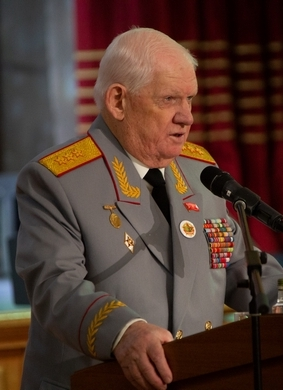
Владимир Гребенюк

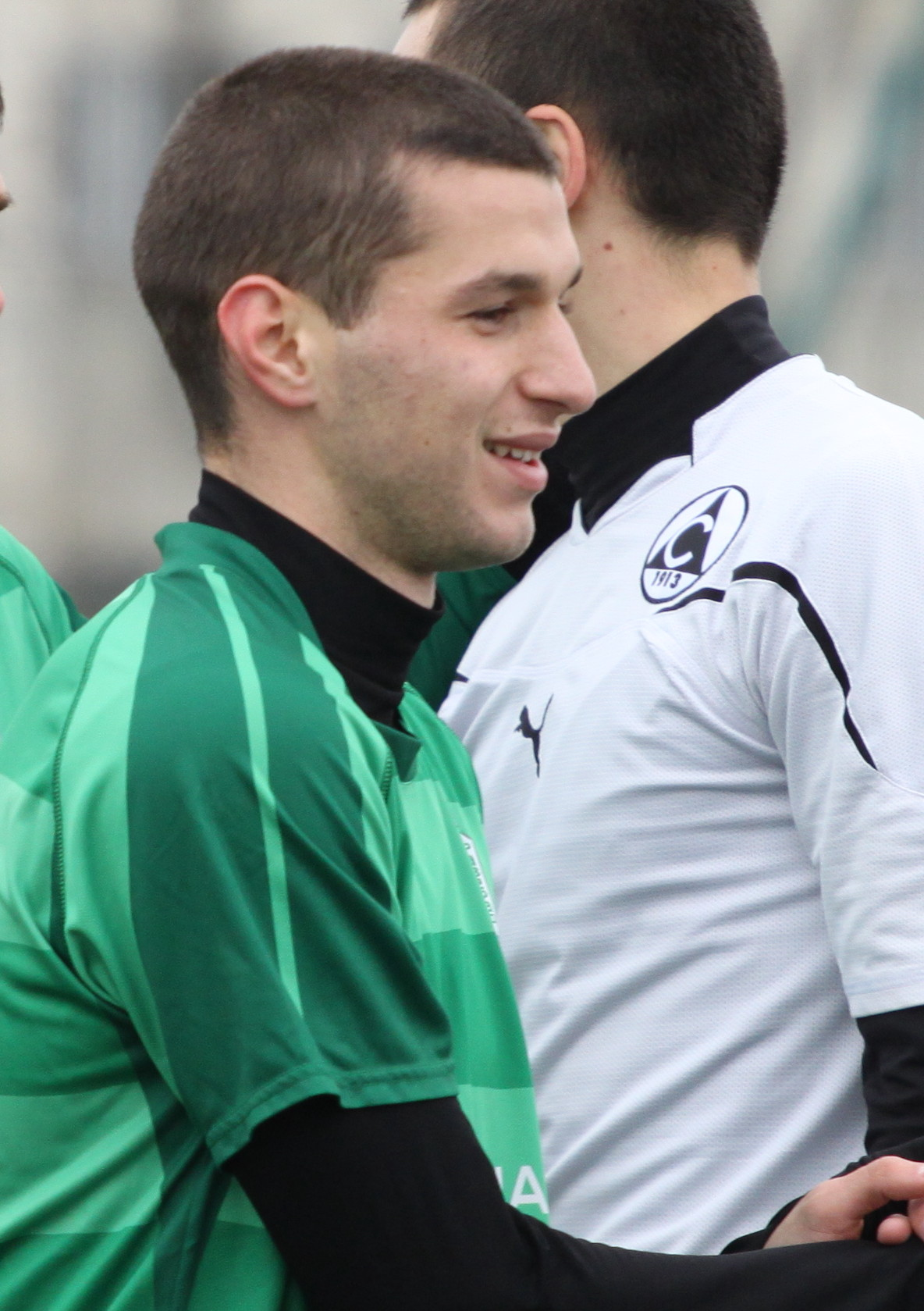
Мартин Дечев

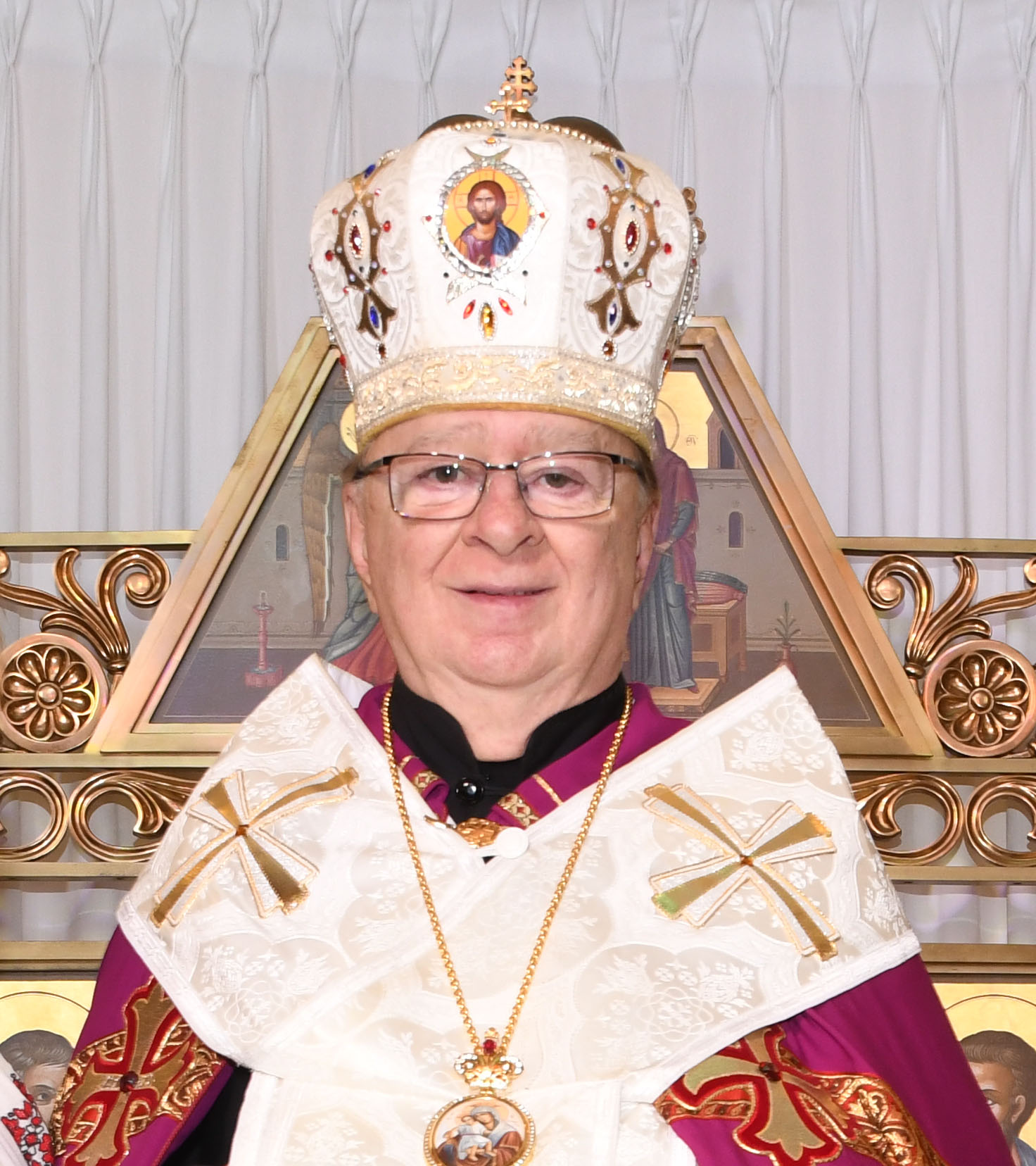
Стефан (Хмиляр)

- Аббе, Годвин[англ.] (75) — нигерийский политический деятель, министр внутренних дел (2007—2009) и обороны (2009—2010)[128].
- Боутс, Мишель[англ.] (62) — южноафриканская актриса[129].
- Гребенюк, Владимир Иванович (88) — советский военачальник, генерал-полковник (1991)[130].
- Дечев, Мартин (34) — болгарский футболист[131].
- Мартина, Дон[нидерл.] (89) — политик Кюрасао, премьер-министр Нидерландских Антильских островов (1979—1984, 1986—1988)[132].
- Нефёдов, Сергей Павлович (85) — советский космонавт-испытатель[133].
- Пирсон, Вальтер[исп.] (85) — коста-риканский футболист[134].
- Стефан (Хмиляр) (79) — канадский иерарх УГКЦ, епископ Торонто (2003—2019)[135].
- Ханспал, Харвендра Сингх[англ.] (86) — индийский политический деятель, депутат Раджья сабхи (1980—1992)[136].
- Эванс, Арт (82) — американский актёр[137].

## 20 декабря

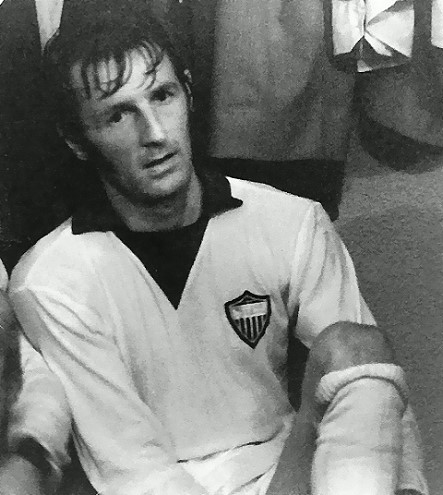
Джордж Истхем

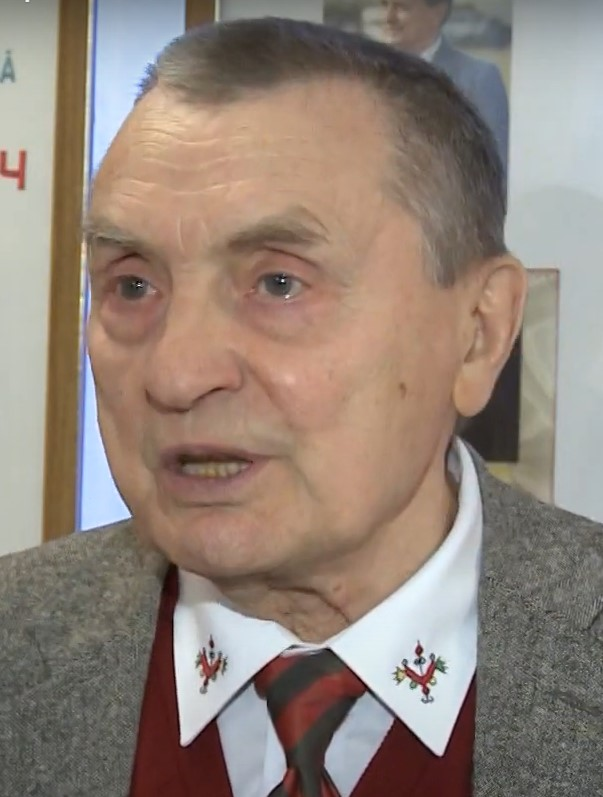
Валерий Яковлев

- Агабабаев, Тофик Мамедали оглы (96) — советский и азербайджанский художник декоративно-прикладного искусства, график и живописец, народный художник Азербайджана (2006)[138].
- Ариф, Хассан[бенг.] (88) — бангладешский юрист, генеральный прокурор (2001—2005)[139].
- Грабер, Джованни (85) — итальянский саночник, чемпион мира (1962)[140].
- Жакоб, Тьерри[фр.] (59) — французский боксёр, чемпион мира по версии WBC (1992)[141].
- Зебровски, Джордж (78) — американский писатель-фантаст[142].
- Зетёва, Елена[чеш.] (44) — чешская певица[143].
- Истхем, Джордж (88) — английский футболист и футбольный тренер, игрок национальной сборной, чемпион мира (1966)[144].
- Мухина, Валерия Сергеевна (89) — советский и российский психолог, академик РАО (1992)[145].
- Серебряков, Владимир Алексеевич (78) — советский и российский математик[146].
- Тойдемир, Тургут[тур.] (86) — турецкий архитектор; убийство[147].
- Хартли, Энн[англ.] (81/82) — новозеландский политик, депутат Парламента (1999—2008)[148].
- Яковлев, Валерий Николаевич (85) — советский и российский актёр и режиссёр, народный артист СССР (1991)[149].

## 19 декабря

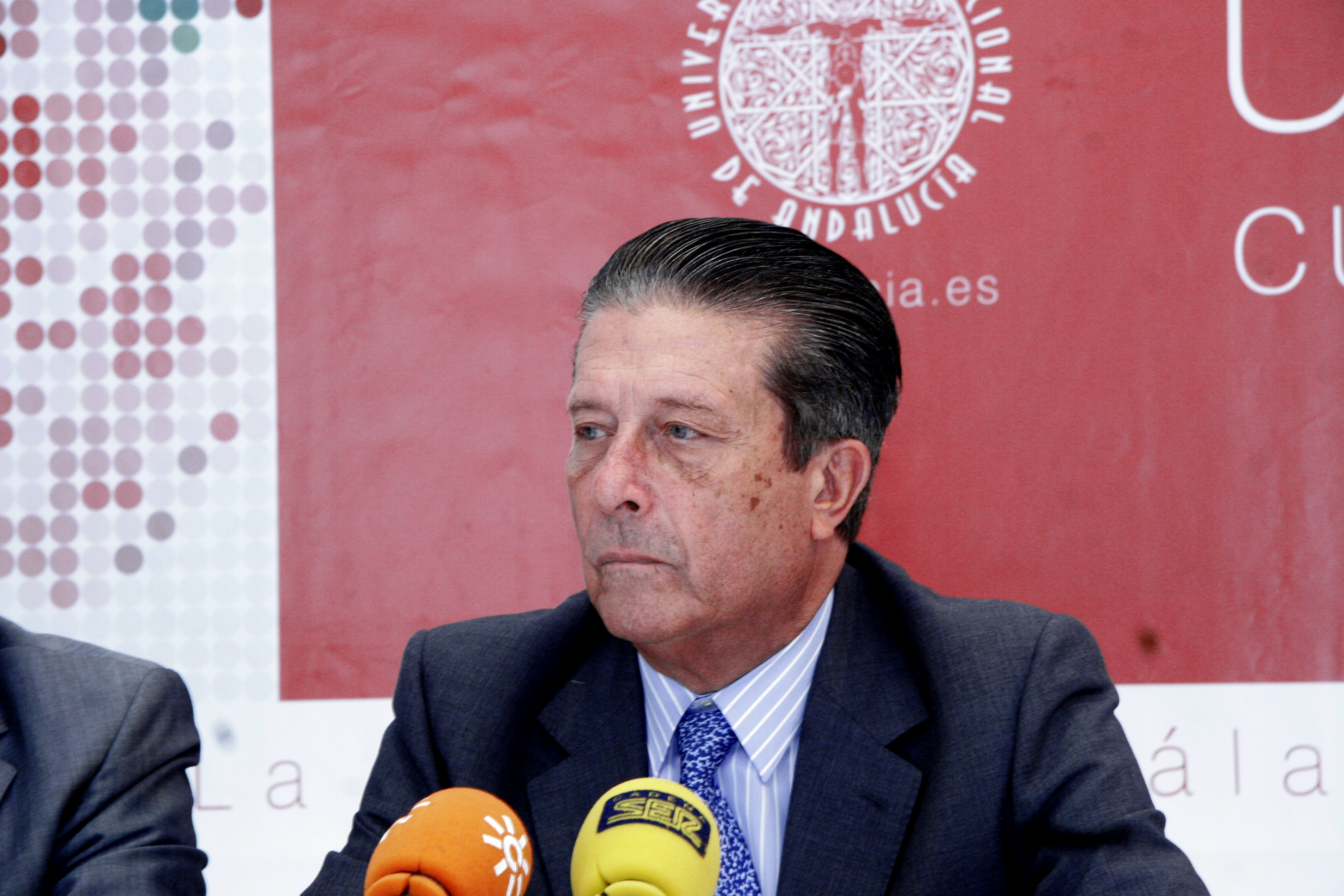
Федерико Майор Сарагоса

- Ватанабэ, Цунэо[яп.] (98) — японский журналист и издатель[150].
- Габоро (23) — шведский рэпер; убийство[151].
- Ганеш, Мина[малаялам] (81) — индийская актриса[152].
- Голандзиа, Вахтанг[англ.] (55) — абхазский политик, депутат Народного собрания; убит[153].
- Зайлан, Лан[малайск.] (66) — малайзийский актёр[154].
- Майор Сарагоса, Федерико (90) — испанский учёный, политик, писатель и поэт, министр образования и науки (1981—1982), депутат Европейского парламента (1987), генеральный директор ЮНЕСКО (1987—1999), иностранный член РАН (1999)[155].
- Молзберг, Барри[англ.] (85) — американский писатель и редактор[156].
- Неменсо, Франсиско[англ.] (89) — филиппинский политолог, президент Филиппинского университета (1999—2005)[157].
- Русанов, Виктор Николаевич (74) — советский и российский художник, народный художник Российской Федерации (2022), академик РАХ (2012)[158].
- Се Фан[кит.] (89) — китайская актриса[159].
- Смет, Мит[нидерл.] (81) — бельгийская политическая деятельница, сенатор (2007—2010), депутат Европейского парламента (1999—2004)[160].
- Тюкавкина, Нонна Арсеньевна (91) — советский и российский химик, заслуженный деятель науки Российской Федерации (1996)[161].

## 18 декабря

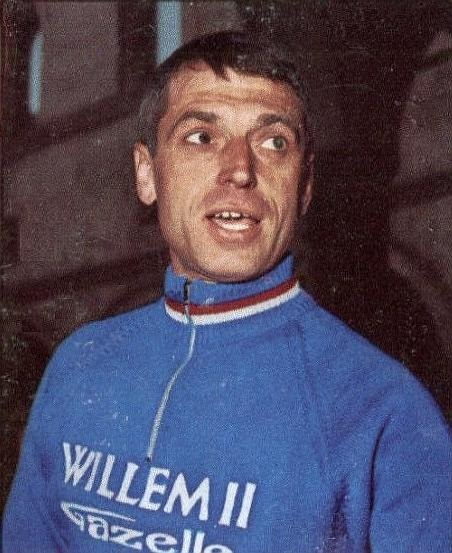
Рик ван Лой

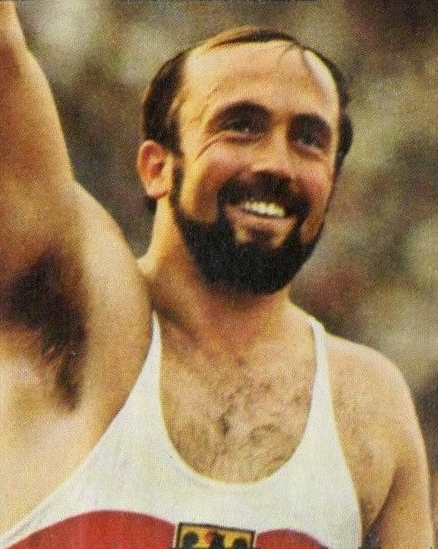
Клаус Вольферман

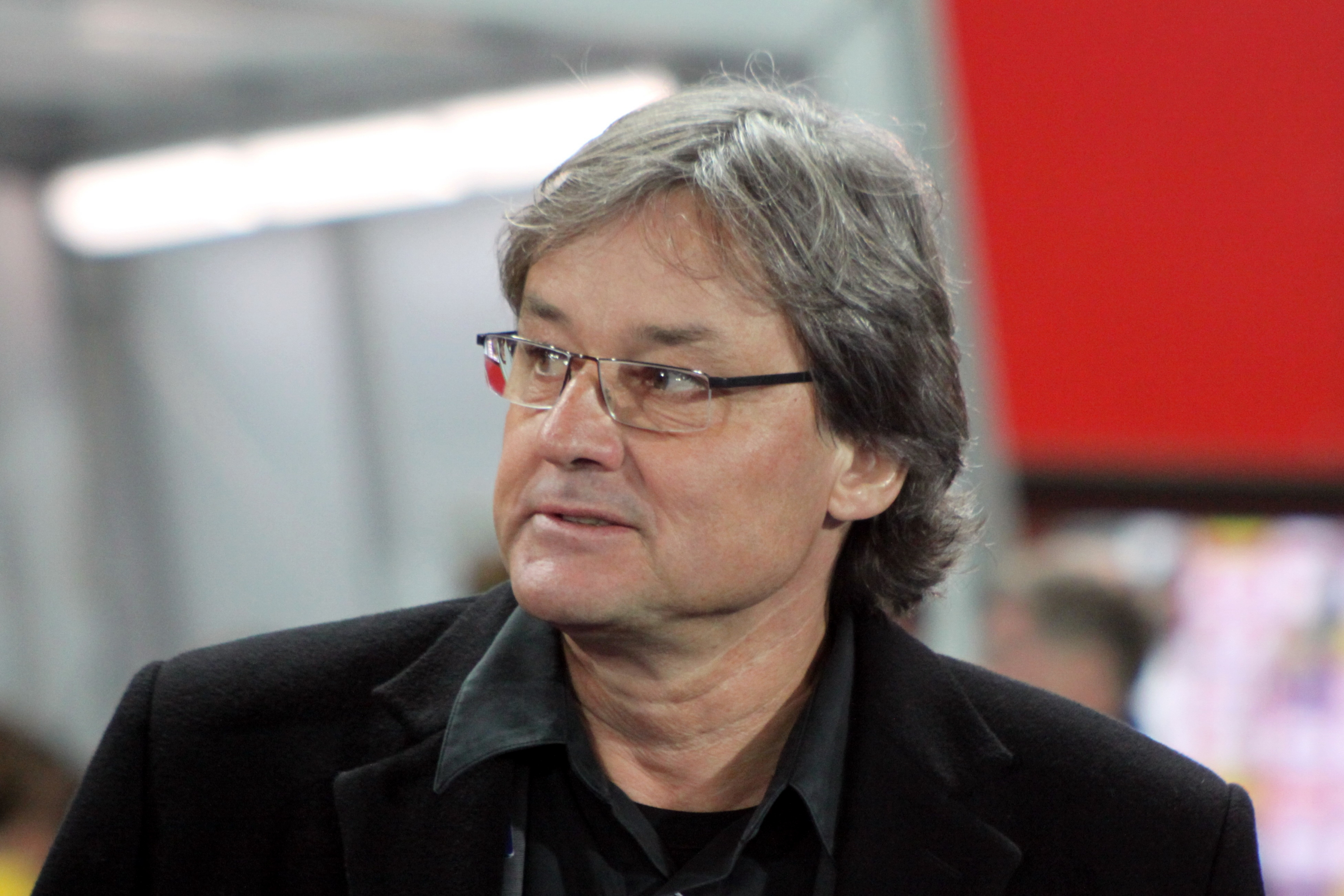
Дитмар Константини

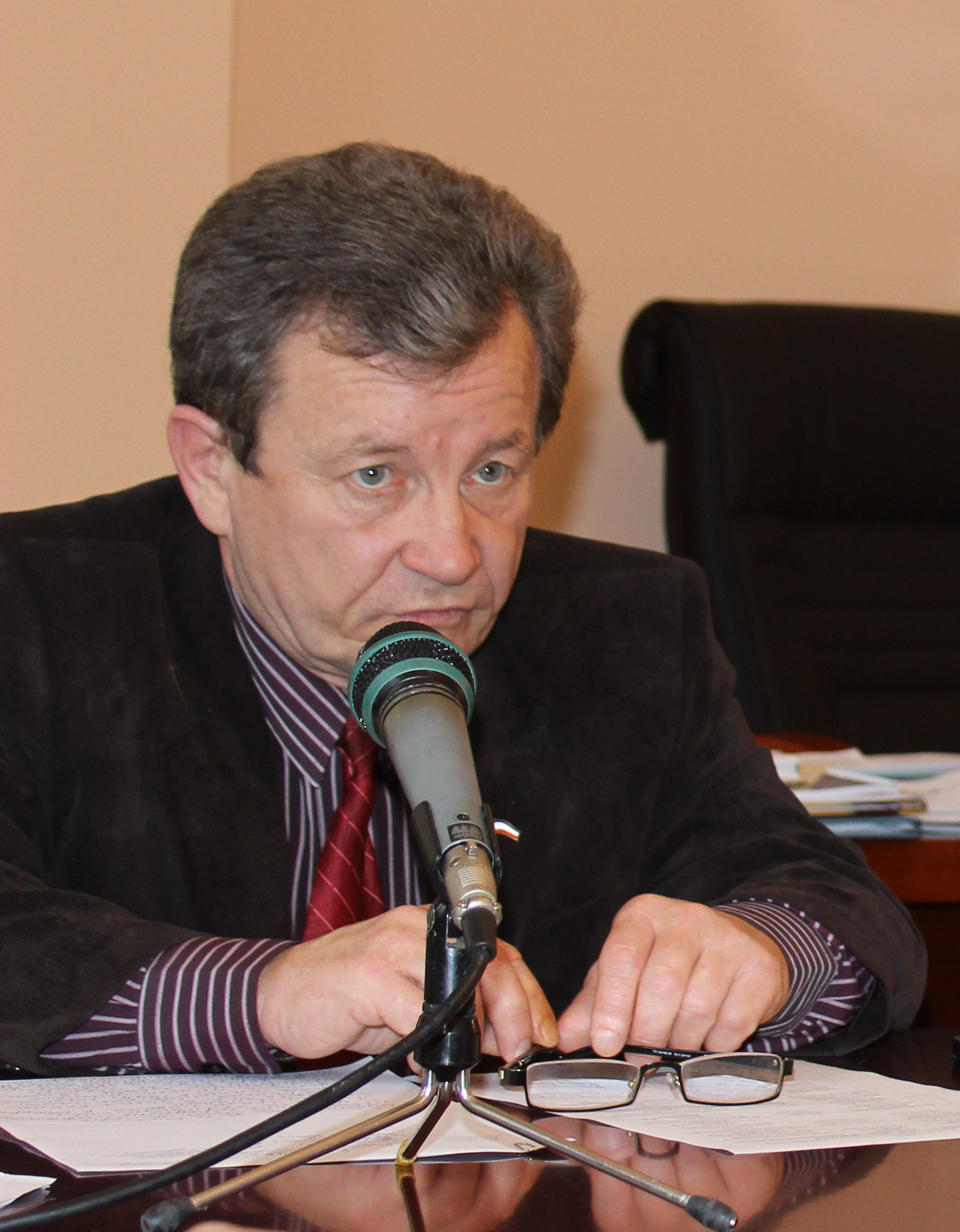
Валерий Косарев

Владимир Марочкин

- Алишева, Шейит-Ханум Арсланалиевна (77) — кумыкская и русская поэтесса, народный поэт Дагестана (2013)[162].
- Ангкур, Космас Михаэль[индон.] (87) — индонезийский католический прелат, епископ Богора (1994—2013)[163].
- Ван Лой, Рик (90) — бельгийский шоссейный велогонщик, олимпийский чемпион (1952)[164].
- Вольферман, Клаус (78) — западногерманский метатель копья, олимпийский чемпион (1972)[165].
- Дорохов, Владимир Вячеславович (70) — советский волейболист, олимпийский чемпион (1980), двукратный чемпион мира (1978, 1982)[166].
- Казиев, Заур Мауладинович (40/41) — российский футболист; погиб в ходе российско-украинского конфликта (о смерти сообщено в этот день)[167].
- Конноли-Керью, Патрик[англ.] (86) — ирландский спортсмен-конник, серебряный призёр чемпионата Европы (1962)[168].
- Константини, Дитмар (69) — австрийский футболист и футбольный тренер, главный тренер национальной сборной (2009—2011)[169].
- Коркоран, Джозеф Эдвард[англ.] (49) — американский убийца; казнён[170].
- Косарев, Валерий Евгеньевич (67) — украинский и российский политический деятель, председатель Ялтинского горсовета (2014—2016)[171].
- Кроуфорд, Кэрол (81) — ямайская модель, Мисс мира 1963[172].
- Марсден, Джон[англ.] (74) — австралийский писатель[173].
- Марочкин, Владимир Владимирович (64) — советский и российский журналист, писатель, киносценарист, редактор и музыкальный критик[174].
- Медведев, Анатолий Михайлович (87) — советский и российский генетик растений, член-корреспондент РАСХН (1995—2014), член-корреспондент РАН (2014)[175].
- Олизаренко, Сергей Алексеевич (70) — советский стайер, участник Олимпийских игр (1980)[176].
- Скартсис, Сократис[греч.] (88) — греческий поэт и писатель[177].

## 17 декабря

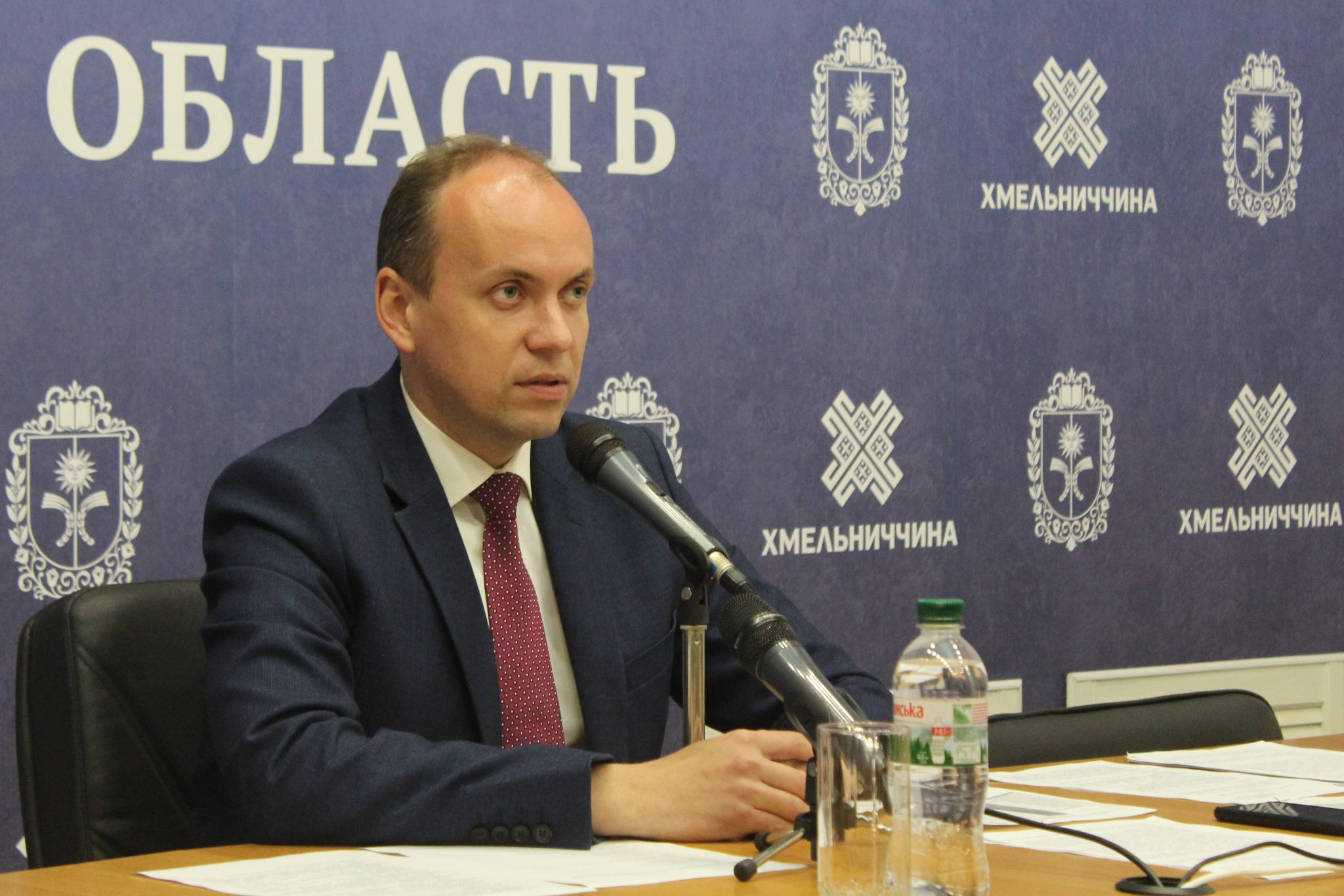
Дмитрий Габинет

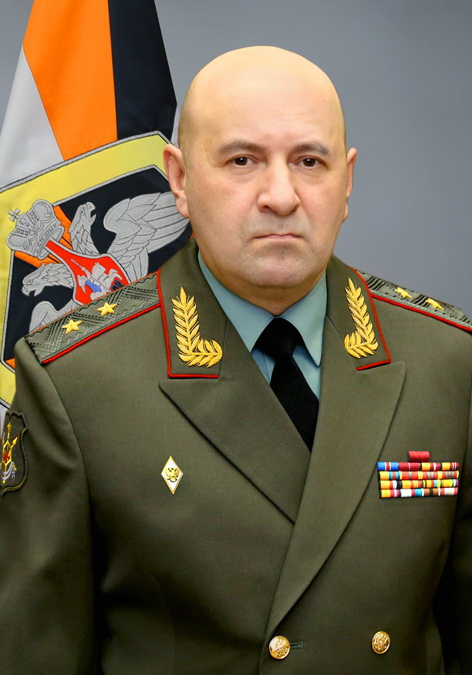
Игорь Кириллов

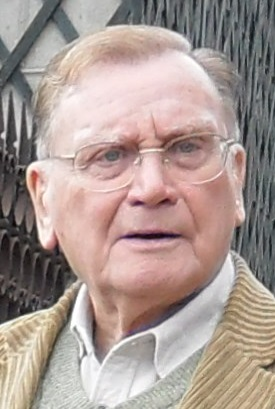
Марсель Марна

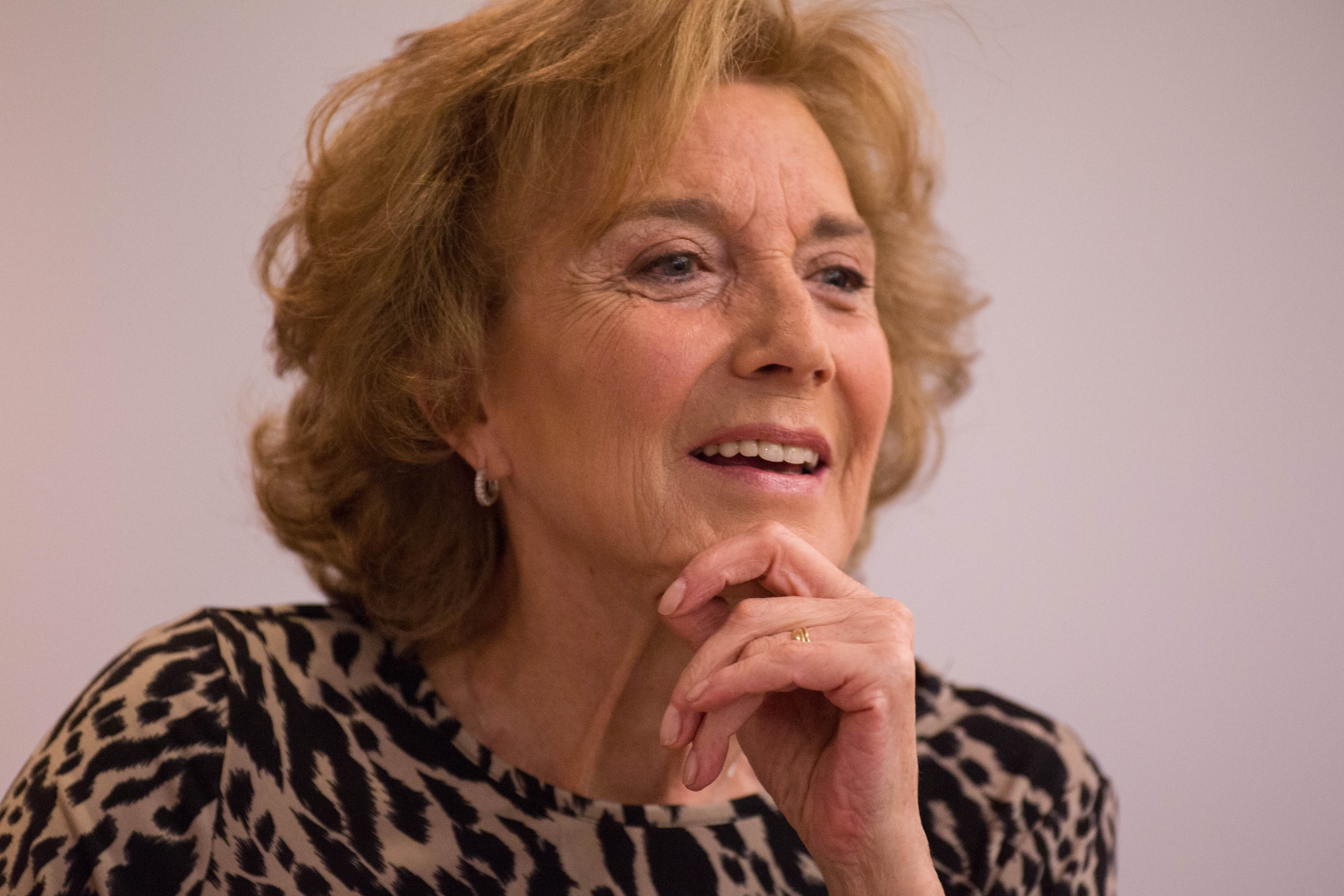
Мариса Паредес

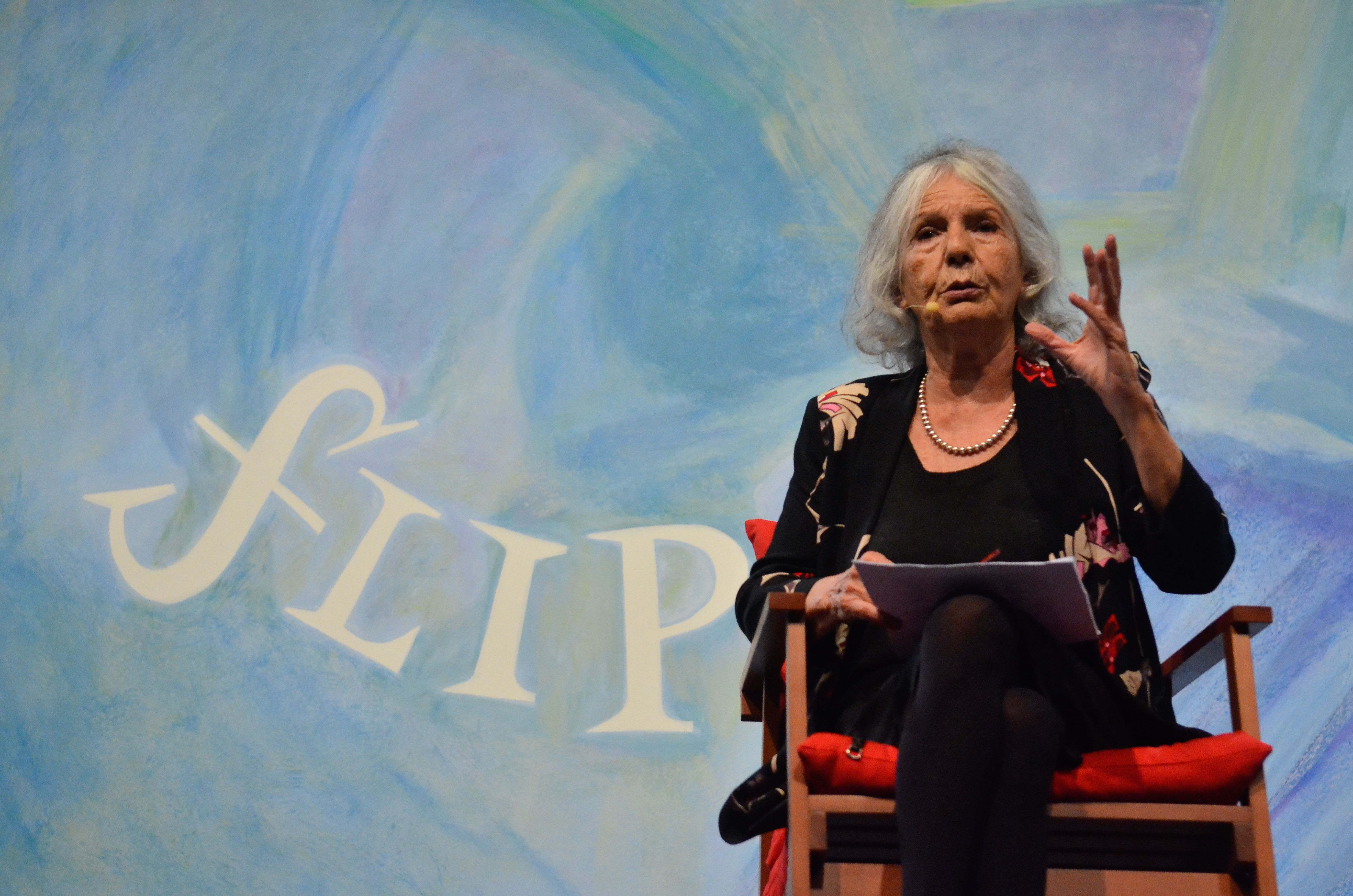
Беатрис Сарло

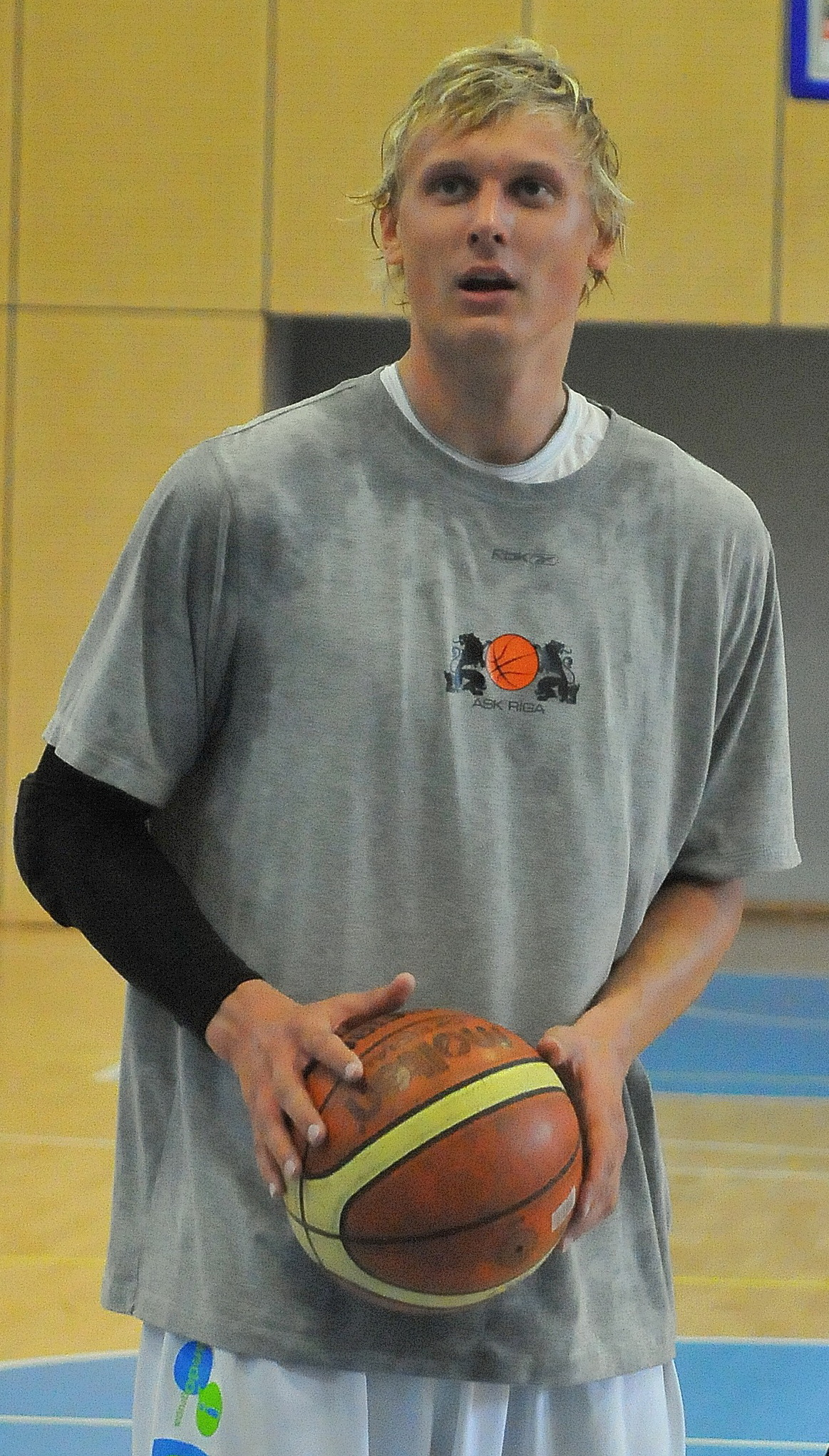
Янис Тимма

- Габинет, Дмитрий Анатольевич (41) — украинский юрист и политик, глава Хмельницкой ОГА (2019—2020)[178].
- Домогацкий, Григорий Владимирович (83) — советский и российский физик, член-корреспондент РАН (2008)[179].
- Илия (Ояперв) (47) — архиерей ЭАПЦ, епископ Тартуский (с 2009)[180].
- Кастильо, Мишель дель[фр.] (91) — французский писатель[181].
- Кель, Зигрид (92) — немецкая оперная певица (меццо-сопрано)[182].
- Кириллов, Игорь Анатольевич (54) — российский военачальник, генерал-лейтенант (2018), Герой Труда Российской Федерации (2021), Герой Российской Федерации (2024, посмертно); убийство[183].
- Крыжановский, Николай Кириллович (87) — белорусский политик, депутат Верховного Совета (1990—1995)[184].
- Кувин, Анатолий Иванович (93) — советский и российский живописец, заслуженный художник Российской Федерации (2013)[185].
- Лабов, Уильям (97) — американский лингвист, член Национальной академии наук США (1993)[186].
- Лима, Мануэл (89) — ангольский поэт, писатель, литературовед[187].
- Марна, Марсель (91) — французский музыковед и музыкальный журналист[188].
- Паредес, Мариса (78) — испанская актриса[189].
- Салай, Дьёрдьи[венг.] (85) — венгерская сценаристка и кинорежиссёр[190].
- Сарло, Беатрис (82) — аргентинская журналистка и писательница[191].
- Тимма, Янис (32) — латвийский баскетболист; самоубийство (о смерти сообщено в этот день)[192].
- Фадеев, Айгар (48) — латвийский легкоатлет (спортивная ходьба), серебряный призёр Олимпийских игр (2000)[193].
- Хан, Хасан[англ.] (88) — индийский политик, депутат Лок сабхи (1999—2004, 2009—2014)[194].
- Чиа, Николай (86) — сингапурский католический прелат, архиепископ Сингапура (2001—2013)[195].

## 16 декабря

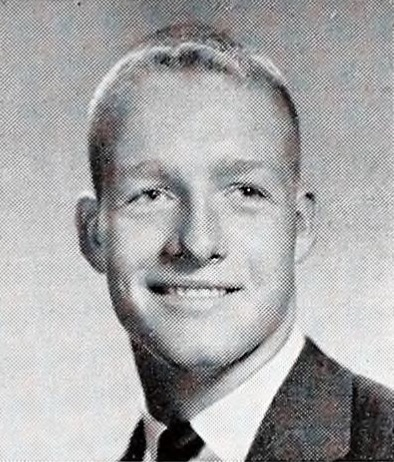
Дик Ван Эрсдэйл

- Ван Эрсдэйл, Дик (81) — американский баскетболист и тренер[196].
- Виттекинд Вальдек-Пирмонтский (88) — глава Вальдекского дома (с 1967)[197].
- Воронель, Александр Владимирович (93) — советский и израильский физик и писатель[198].
- Имеллос, Димитрис[греч.] (57) — греческий актёр[199].
- Лал Сингх, Прем[непальск.] (87) — непальский политический деятель, мэр Катманду (1992—1997), депутат Парламента (1999—2008)[200].
- Слюсаренко, Анатолий Игнатьевич (86) — советский и украинский историк, академик НАПНУ (2003)[201].
- Хаджихасанович, Энвер (74) — боснийский генерал, начальник Генерального штаба (1993—2000)[202].

## 15 декабря

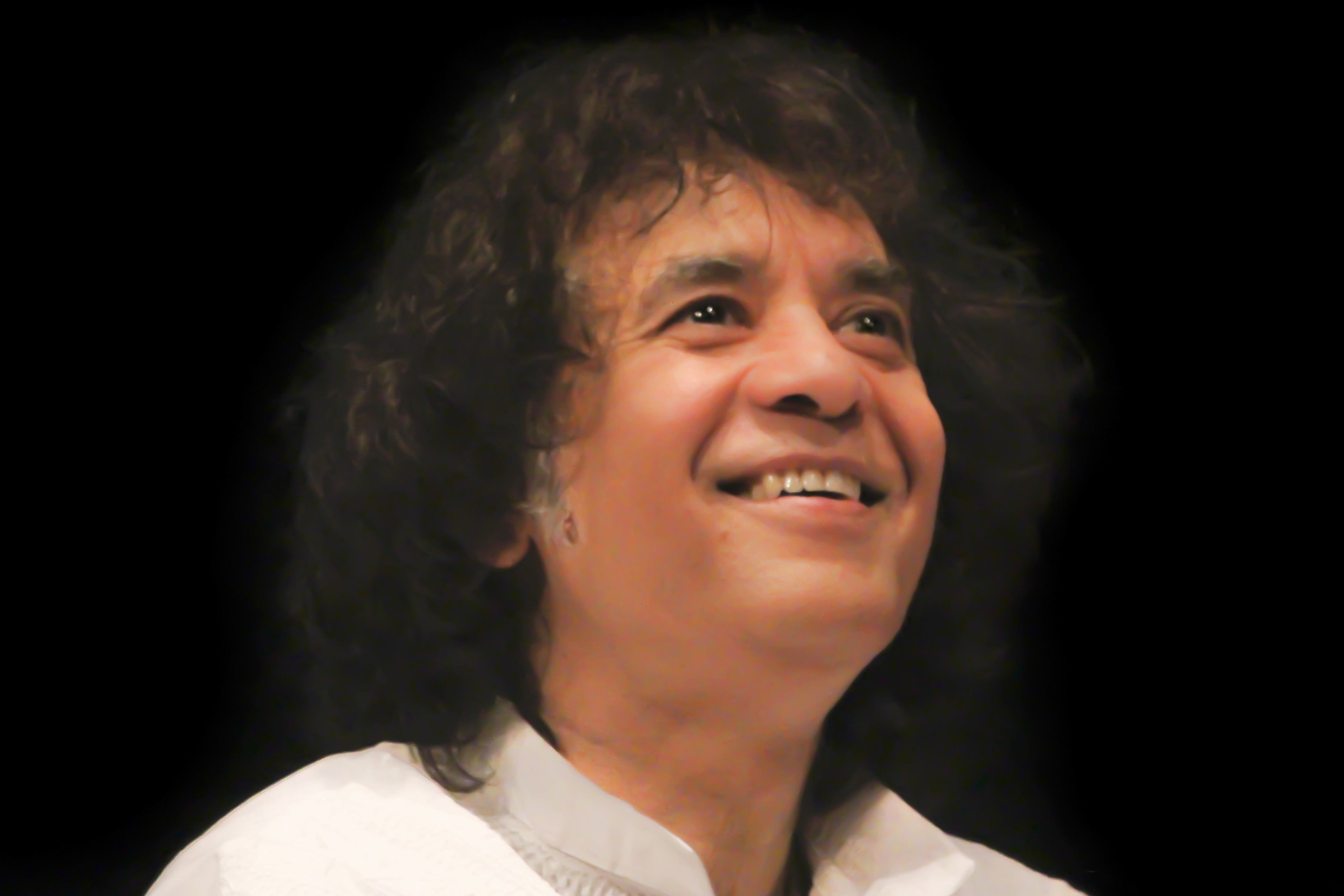
Закир Хуссейн

- Адамсон, Джин[англ.] (96) — британская писательница[203].
- Беннетт, Эндрю[англ.] (85) — британский политик, член Палаты общин (1974—2005)[204].
- Босова, Людмила Леонидовна (61) — российский педагог, академик РАО (2024)[205].
- Грэхэм, Лорен (91) — американский историк науки[206].
- Дрозденко, Алексей Митрофанович (83) — советский и украинский футболист и тренер, заслуженный тренер Украины (1997)[207].
- Кордоба, Жайме[нидерл.] (74) — политический деятель Кюрасао, депутат (с 2010) и вице-спикер (2012—2015) Парламента[208].
- Макинти, Дэвид[англ.] (55) — британский писатель[209].
- Марчевский, Славомир[пол.] (74) — польский политик, депутат Сейма (1993—1997)[210].
- Суарес Фернандес, Луис[исп.] (100) — испанский историк, член Королевской академии истории (с 1993)[211].
- Анкаралы Тургут[тур.] (60/61) — турецкий певец[212].
- Хусейн, Закир (73) — индийский музыкант и продюсер, многократный лауреат премии Грэмми[213].

## 14 декабря

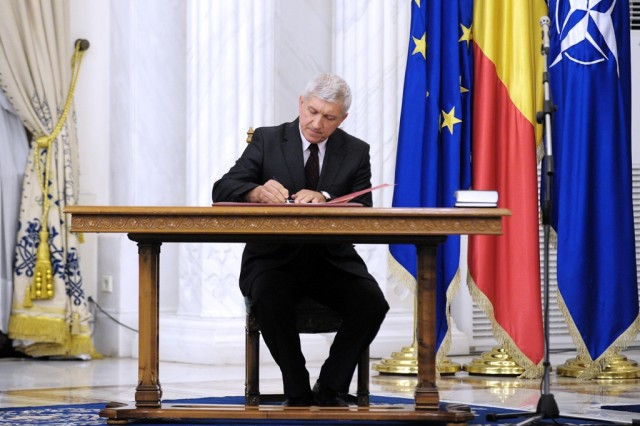
Мирча Дьякону

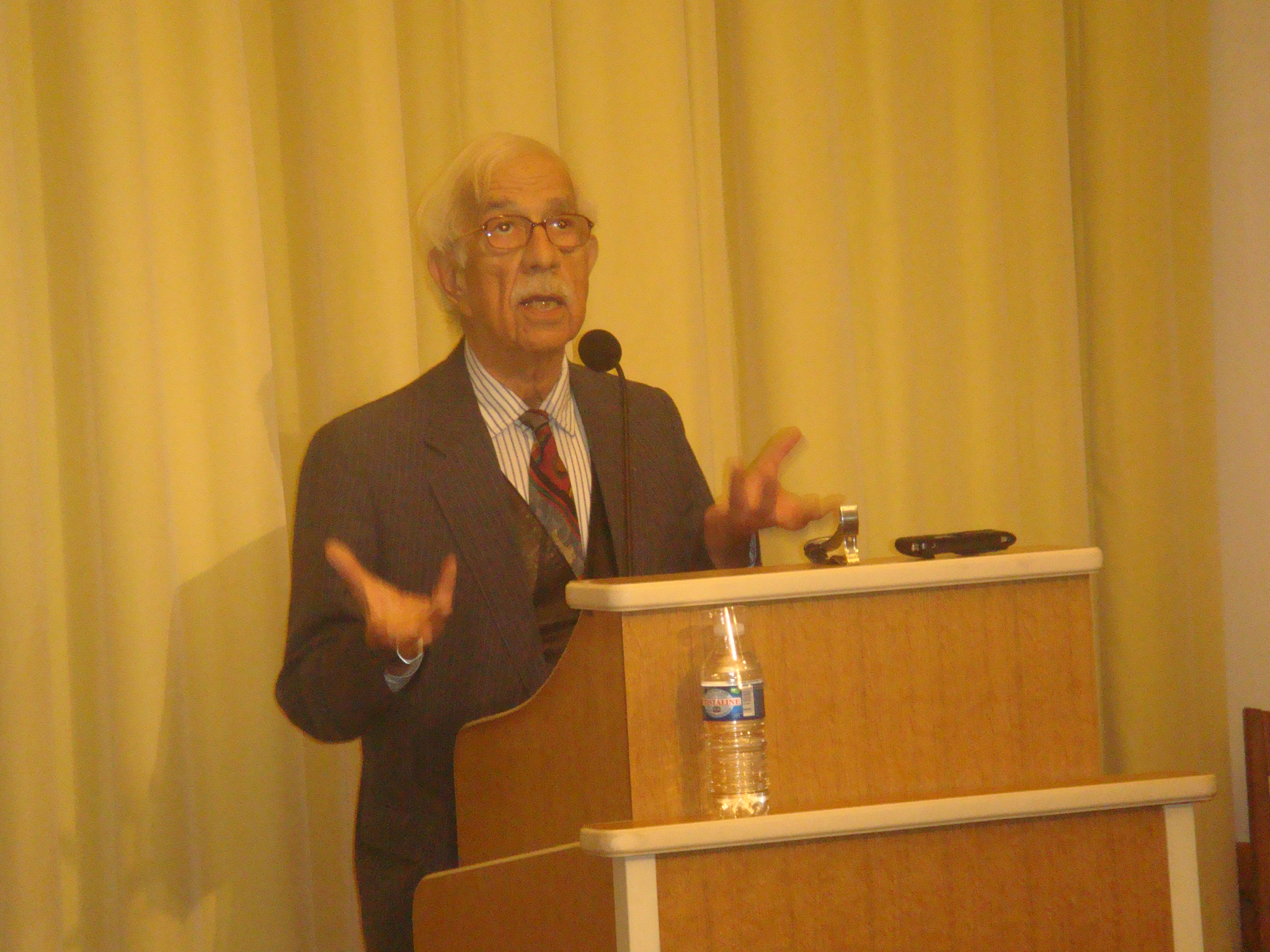
Израэль Чарни

- Андик, Исак[исп.] (71) — испанский бизнесмен, соучредитель, владелец и президент Mango; несчастный случай[214].
- Батис, Хавьер[исп.] (80) — мексиканский гитарист, композитор и актёр[215].
- Вёллер, Клаус[нем.] (68) — западногерманский гандболист, серебряный призёр Олимпийских игр (1984)[216].
- Галстян, Айрапет Месропович (85) — советский и армянский врач-онколог, член-корреспондент НАН Армении (2000)[217].
- Достанко, Анатолий Павлович (87) — советский и белорусский учёный в области твердотельной электроники, академик НАН Белоруссии (1991)[218].
- Дьякону, Мирча (74) — румынский актёр и политик, министр культуры (2012), депутат Европейского парламента (2014—2019)[219].
- Истерлин, Ричард (98) — американский экономист и демограф[220].
- Камачо Агилера, Хулио[исп.] (100) — кубинский военный и политический деятель, министр транспорта (1959—1961)[221].
- Кёрвер, Франс[нидерл.] (87) — нидерландский футболист и футбольный тренер[222].
- Стародубский, Сергей Викторович (46) — российский спортсмен, многократный чемпион мира по пауэрлифтингу[223].
- Урсо, Джачинто[итал.] (99) — итальянский политик, член Палаты депутатов (1963—1983)[224].
- Фиолет, Франс (85) — нидерландский игрок в хоккей на траве, участник Олимпийских игр (1960, 1964)[225].
- Франсиско, Сильвиньо (78) — южноафриканский профессиональный игрок в снукер и английский бильярд[226].
- Чарни, Израэль (92/93) — американо-израильский социолог[227].
- Шурганов, Николай Афанасьевич (87) — советский передовик промышленного производства, Герой Социалистического Труда (1986)[228].
- Элангова, Эроде Венката Кришнасами Сампат[там.] (75) — индийский политик, депутат Лок сабхи (2004—2009)[229].
- Эндрюс, Кевин (69) — австралийский политик, член Либеральной партии, министр в правительствах Говарда и Эбботта.

## 13 декабря
- Делано, Дайан (67) — американская актриса[230].
- Лаукканен, Антеро (66) — финский религиозный и политический деятель, депутат Эдускунты (2015—2023)[231].
- О’Грейди, Лоррейн[англ.] (90) — американская художница и писательница[232].
- Таджиев, Тулкин Джураевич (88) — советский и узбекский актёр, народный артист Узбекской ССР (1988)[233].
- Херренберг, Хенк[нидерл.] (86) — суринамский политик и дипломат, министр иностранных дел (1986—1987)[234].
- Чаудхури, Михир Канти[англ.] (77) — индийский химик, член Индийской национальной академии наук (1991)[235].
- Эндрюс, Кевин (69) — австралийский политик, министр по делам престарелых (2001—2003), занятости и трудовых отношений (2003—2007), по делам иммиграции (2007), социальных служб (2013—2014), обороны (2014—2015), депутат Палаты представителей (1991—2022)[236].

## 12 декабря

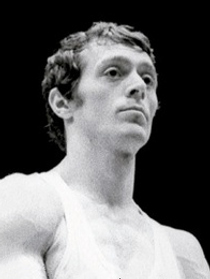
Дэнуц Греку

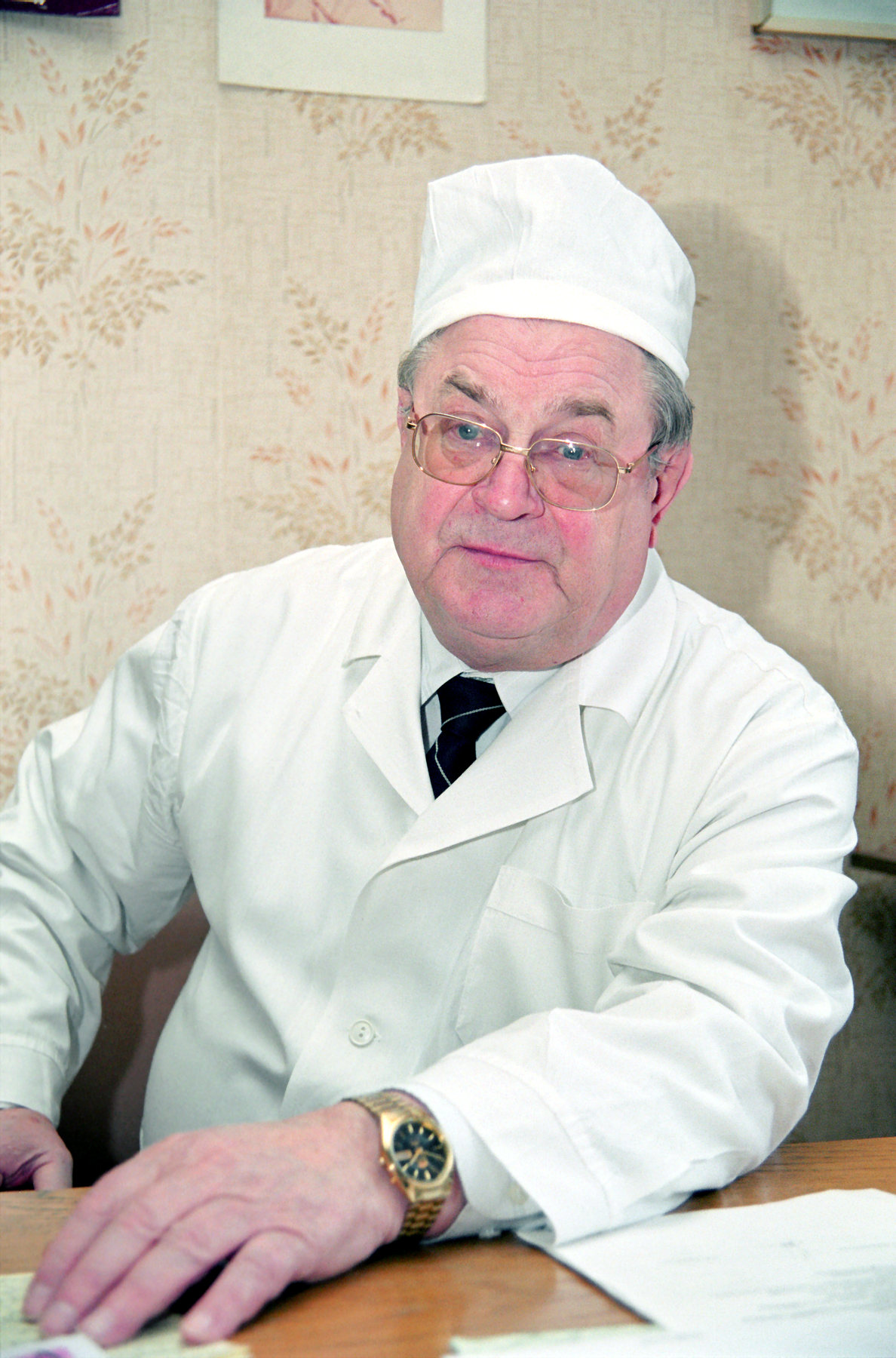
Борис Комаров

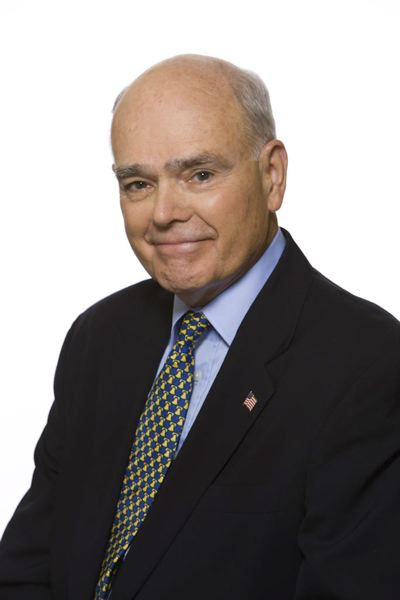
Ли Эдвардс

- Бек, Эрни (93) — американский баскетболист, чемпион НБА (1956) в составе «Филадельфия Уорриорз»[237].
- Беккер, Вольфганг[нем.] (70) — немецкий кинорежиссёр[238].
- Божуков, Валентин Михайлович (91) — советский и российский альпинист и парапланерист[239].
- Гомес, Марсия[порт.] (77) — бразильская актриса[240].
- Греку, Дэнуц (74) — румынский гимнаст, чемпион мира (1974), бронзовый призёр Олимпийских игр (1976)[241].
- Комаров, Борис Дмитриевич (96) — советский и российский хирург, член-корреспондент АМН СССР / РАМН (1982—2014), член-корреспондент РАН (2014), директор НИИ скорой помощи имени Н. В. Склифосовского (1968—1986)[242].
- Ли Тяньюй[кит.] (78) — тайваньский генерал, начальник Генерального штаба (2004—2007), министр обороны (2007—2008)[243].
- Млкви, Билл (93) — американский баскетболист[244].
- Нодзава, Дайдзо (91) — японский государственный деятель, министр юстиции (2003—2004)[245].
- Палларди, Жан-Мари[фр.] (84) — французский актёр и режиссёр[246].
- Пасос, Амаури[порт.] (89) — бразильский баскетболист, чемпион мира (1959, 1963), бронзовый призёр Олимпийских игр (1960, 1964)[247].
- Солаль, Марсиаль[фр.] (97) — французский джазовый пианист и композитор[248].
- Стрелков, Владимир Вячеславович (86) — советский и российский кинорежиссёр и киносценарист[249].
- Токарев, Жорж Владимирович (100) — советский изобретатель в области получения литых установок, сотрудник личной охраны Иосифа Сталина[250].
- Хаддауи, Фатхи[араб.] (63) — тунисский актёр, кинорежиссёр, сценарист и продюсер[251].
- Чинквемани, Франческо[итал.] (57) — итальянский сценарист, кинорежиссёр и журналист[252].
- Эдвардс, Ли (92) — американский историк[253].

## 11 декабря

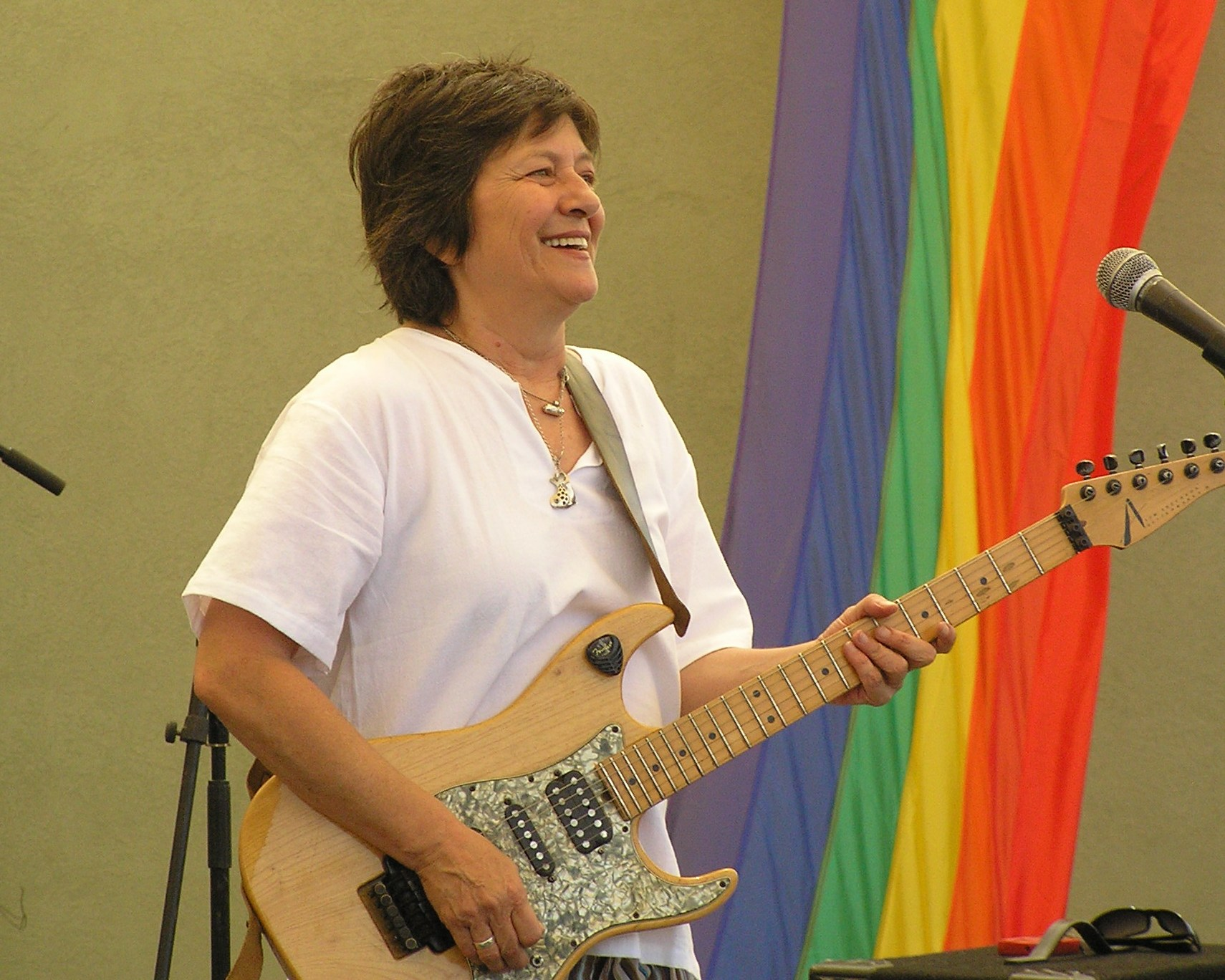
Корин Алаль

- Алаль, Корин (69) — израильский музыкант, певица, поэтесса и композитор[254].
- Андрош, Ханнес[нем.] (86) — австрийский бизнесмен и политический деятель, министр финансов (1970—1981), вице-канцлер (1976—1981)[255].
- Батувас, Костас[греч.] (90) — греческий политический деятель, депутат Парламента (1974—1981, 1985—2000), министр транспорта и связи (1986—1988)[256].
- Брусник, Дмитрий Яковлевич (100) — советский хозяйственный и партийный деятель, депутат Верховного Совета Казахской ССР / Казахстана (1990—1993)[257].
- Жилиньский, Марек[пол.] (72) — польский инженер и политик, депутат Сейма (2001—2005)[258].
- Ионин, Леонид Григорьевич (79) — советский и российский философ, социолог и культуролог[259].
- Кастек, Сандрино[исп.] (64) — чилийский футболист, игрок национальной сборной[260].
- Лич, Джим (82) — американский политик, член Палаты представителей (1977—2007)[261].
- Максимова, Раиса Викторовна (95) — советская и российская актриса, народная артистка РСФСР (1990)[262].
- Мамия, Митио[яп.] (95) — японский композитор[263].
- Скочаич, Владимир[босн.] (70) — югославский футболист и футбольный тренер[264].
- Старр, Альберт (98) — американский сердечно-сосудистый хирург[265].
- Упадхъяй, Пурушоттам (90) — индийский певец и композитор[266].
- Хаккани, Халил (58) — афганский политик, министр по делам беженцев и репатриации (с 2021); убийство[267].
- Шаршеналиев, Асанбек Шаршеналиевич (84) — киргизский государственный деятель, председатель Конституционного суда (1991—1993), генеральный прокурор (1993—2000)[268].
- Шевчук, Василий Петрович (91) — советский и украинский историк[269].
- Эдвардс, Алекс (78) — шотландский футболист[270].

## 10 декабря

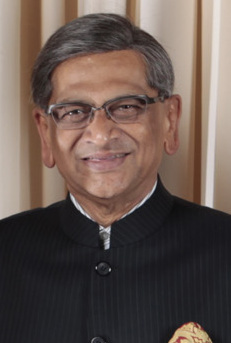
Соманахалли Маллайя Кришна

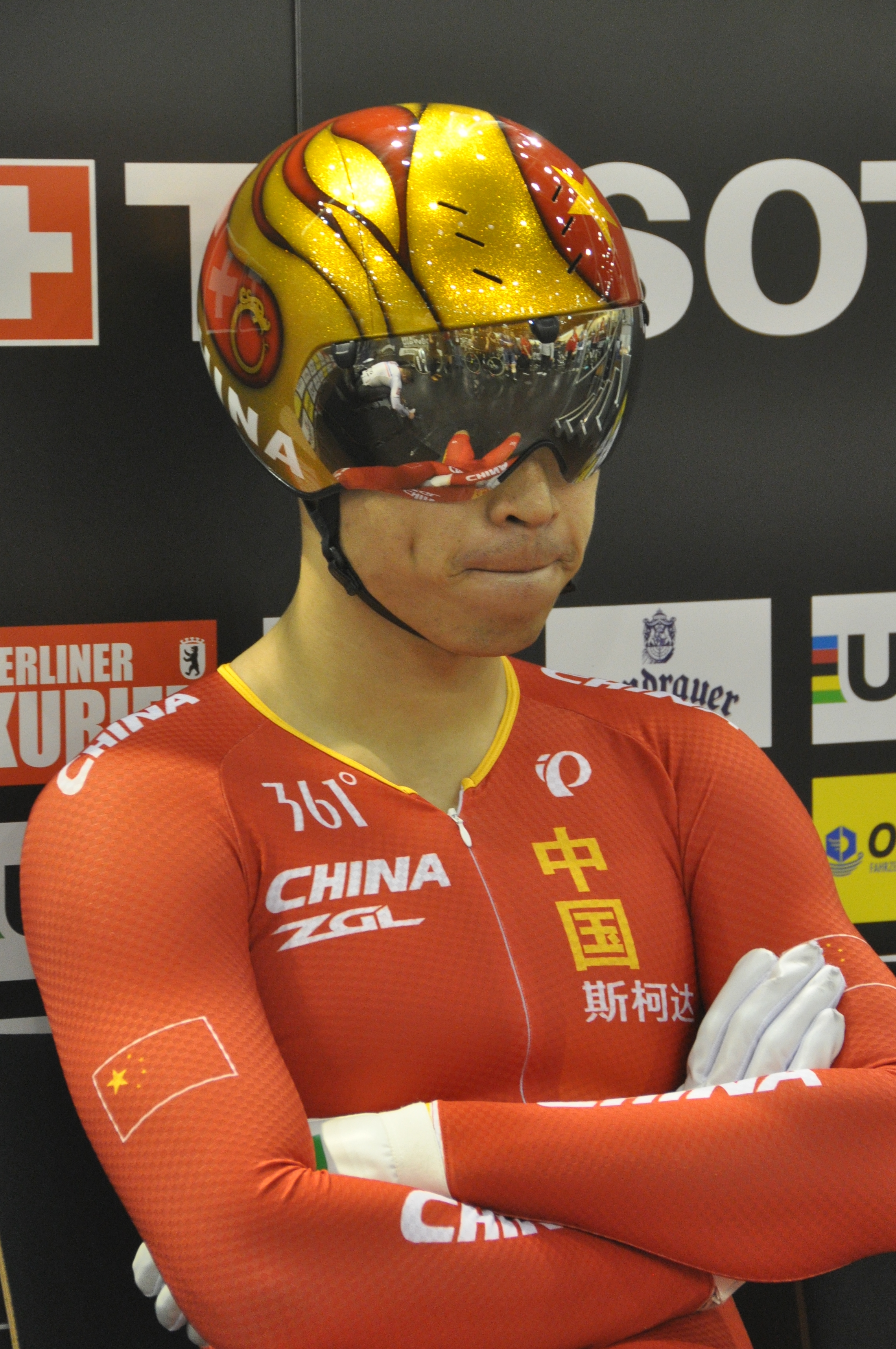
Сюй Чао

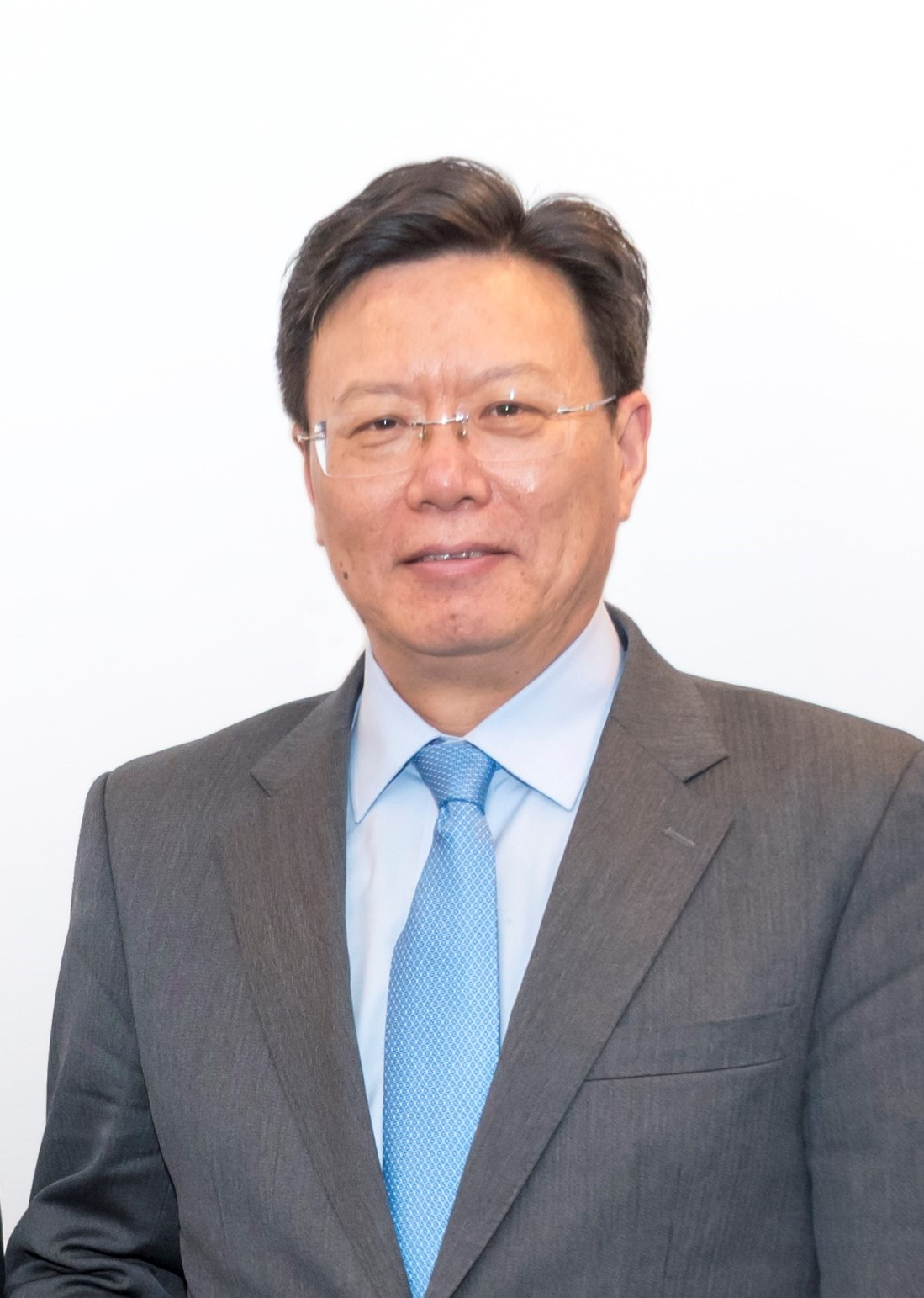
Юй Цзяньхуа

- Арбур, Мадлен[фр.] (101) — канадская журналистка, художница и дизайнер[271].
- Аренс, Джози[фр.] (72) — бельгийский политик, депутат Палаты представителей (1995—1999, 2001—2014, 2019—2024)[272].
- Блонский, Иван Васильевич (74) — советский и украинский физик, член-корреспондент НАНУ (1997)[273].
- Вильс, Лоде[нидерл.] (95) — бельгийский историк[274].
- Коул, Майкл[англ.] (84) — американский актёр[275].
- Ралюченко, Сергей Петрович (62) — советский и украинский футболист, украинский футбольный тренер[276].
- Сокас, Мария[исп.] (65) — аргентинская актриса[277].
- Соманахалли Маллайя Кришна (92) — индийский политик, министр иностранных дел (2009—2012)[278].
- Сюй Чао (30) — китайский трековый велогонщик, чемпион Азиатских игр, участник Олимпийских игр (2016, 2020)[279].
- Уокер, Бренда[англ.] (67) — австралийская писательница; ДТП[280].
- Халеф, Махеддин (80) — алжирский футболист и футбольный тренер[281].
- Юй Цзяньхуа (63) — китайский политик, начальник Главного таможенного управления (с 2022)[282].

## 9 декабря

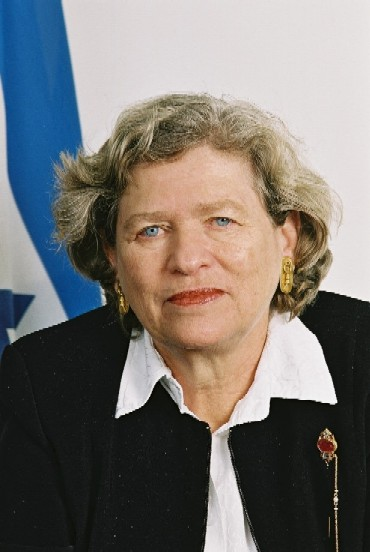
Элишева Барак-Усоскин

- Аль-Хамада, Мазен (47) — сирийский активист и политический заключённый; убит в сирийской тюрьме[283].
- Барак-Усоскин, Элишева (88) — израильский юрист, судья (1995—2006) и вице-президент (2000—2006) Национального трудового суда[англ.][284].
- Джованни, Никки[англ.] (81) — американская поэтесса[285].
- Мадек, Роже[фр.] (74) — французский политик, сенатор (2004—2017)[286].
- Мендеш, Жоэл[порт.] (78) — бразильский футболист[287].
- Мора, Трино[исп.] (81) — венесуэльский музыкант и певец[288].
- Регушевский, Евгений Семёнович (90) — советский и украинский языковед[289].
- Рекальде, Эктор[исп.] (86) — аргентинский политический деятель, член Палаты депутатов (2005—2017)[290].
- Савченко, Михаил Юрьевич (69) — российский политик, мэр Мурманска (2004—2009)[291].
- Стенюи, Робер (91) — бельгийский журналист, писатель, подводный археолог[292].
- Тревизан, Далтон (99) — бразильский писатель[293].
- Уали, Курмангали Уалиулиевич (74) — советский и казахский политический деятель, депутат Мажилиса (2007—2011)[294].
- Хайдеман, Герд (93) — немецкий журналист[295].
- Хертель, Томас[нем.] (73) — немецкий композитор[296].
- Ярроу, Арнольд (104) — британский актёр, сценарист и писатель[297].

## 8 декабря
- Гёрен, Шериф (80) — турецкий кинорежиссёр[298].
- Джейкобсон, Джилл[англ.] (70) — американская актриса[299].
- Капитонов, Георгий Владимирович (78) — российский альтист, народный артист Российской Федерации (2004)[300].
- Ллойд, Тони, барон Ллойд из Бервика[англ.] (95) — британский юрист, член Палаты лордов (1993—1998)[301].
- Маноккио, Луиджи[англ.] (97) — американский гангстер[302].
- Милицкий, Сергей Владимирович (55) — советский и российский военнослужащий, полковник, кавалер четырёх орденов Мужества[303].
- Рудницкий, Леонид Иванович[англ.] (89) — американский лингвист и литературовед[304].
- Сарганис, Никос (70) — греческий футболист, игрок национальной сборной[305].
- Сингх, Манорама[англ.] (86) — индийская политическая деятельница, депутат Лок сабхи[306].
- Хэнни, Аластер (92) — норвежский философ[307].

## 7 декабря
- Алейников, Евгений Васильевич (57) — российский стрелок из винтовки, бронзовый призёр Олимпийских игр (2000)[308].
- Багреева, Елена Геннадиевна (67) — российский криминолог[309].
- Бучкин, Дмитрий Петрович (97) — советский и российский живописец и график[310].
- Витебский, Иосиф Давидович (86) — советский шпажист и тренер, серебряный призёр Олимпийских игр (1968), чемпион мира (1967)[311].
- Ибрагимова, Халима[узб.] (45) — узбекская актриса[312].
- Россарди, Орландо[исп.] (86) — кубинский поэт, сценарист и литературовед[313].

## 6 декабря

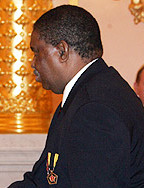
Фелекезела Мфоко

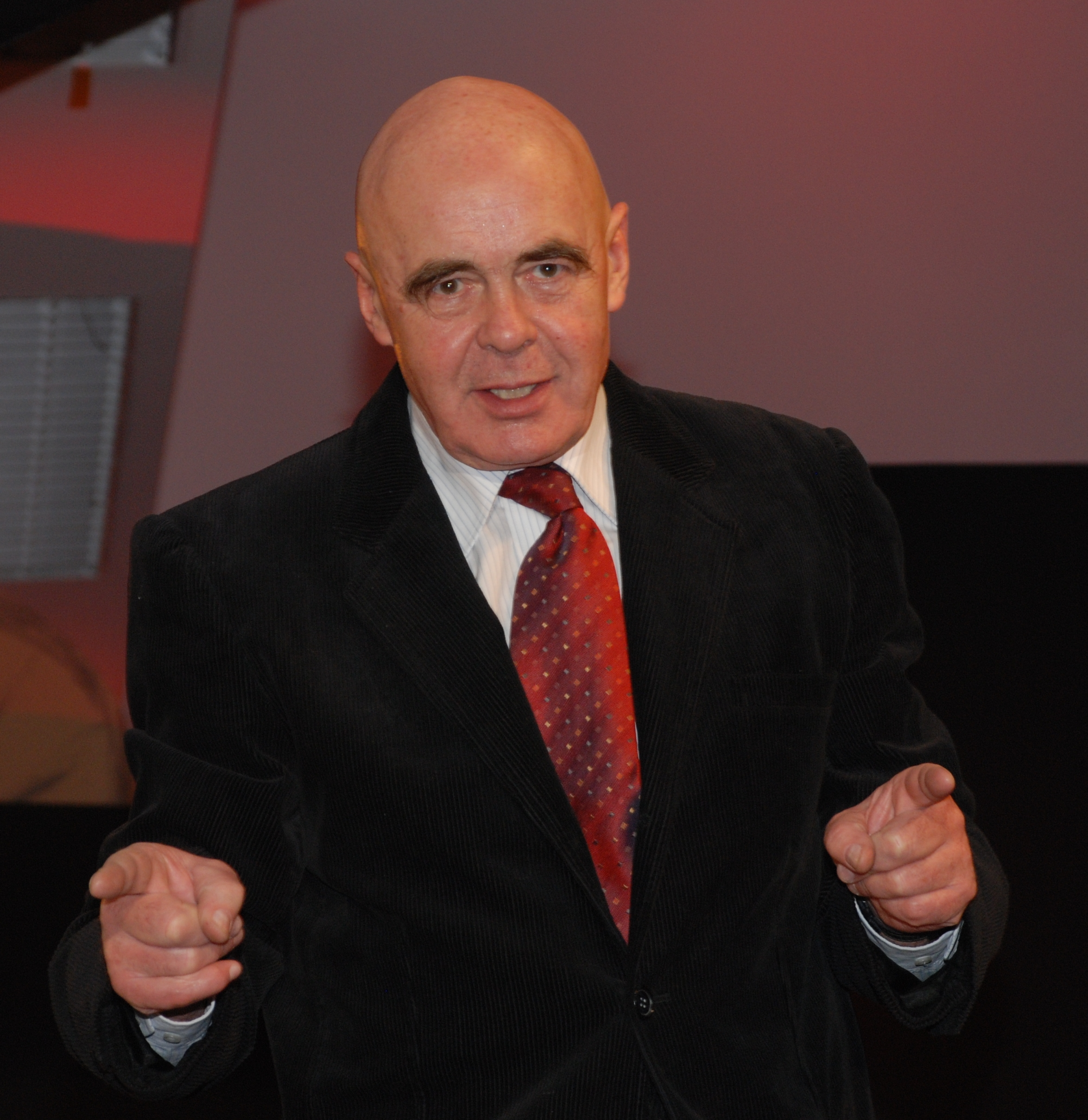
Станислав Тым

- Альварес, Анхела[англ.] (97) — американская певица[314].
- Дырдыра, Виталий Фёдорович (86) — советский яхтсмен, олимпийский чемпион (1972)[315].
- Ермолаева, Татьяна Григорьевна (75) — советская и российская театральная актриса, заслуженная артистка Российской Федерации (2000)[316].
- Мфоко, Фелекезела (84) — зимбабвийский государственный и политический деятель, второй вице-президент Зимбабве (2014—2017)[317].
- Накаяма, Михо (54) — японская певица и актриса[318].
- Риу, Жан-Пьер[фр.] (85) — французский историк[319].
- Рок, Дики[англ.] (88) — ирландский эстрадный певец[320].
- Сивков, Евгений Витальевич (75) — советский и российский волейболист и тренер, чемпион СССР[321].
- Тым, Станислав (87) — польский актёр[322].
- Фардо, Мишель[фр.] (95) — французский патолог и миолог[323].

## 5 декабря

Евгений Велихов

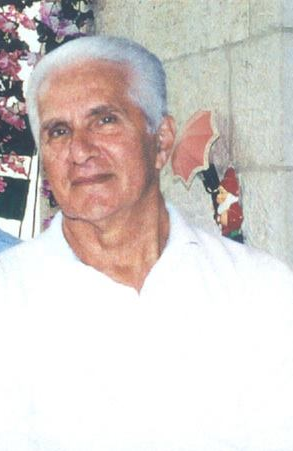
Павел Гойхман

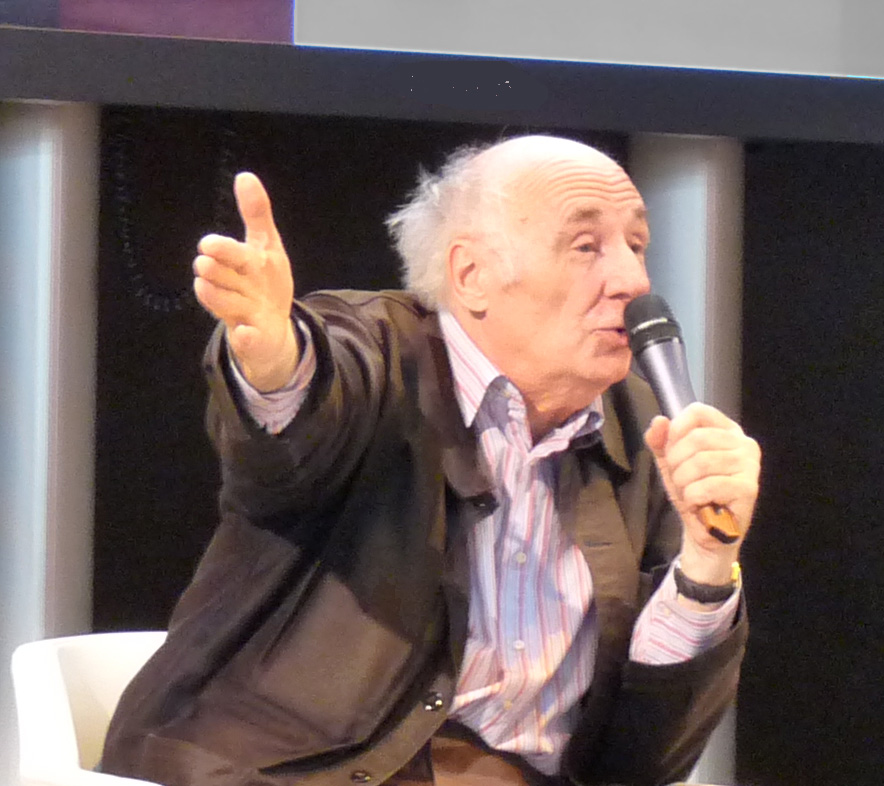
Жак Рубо

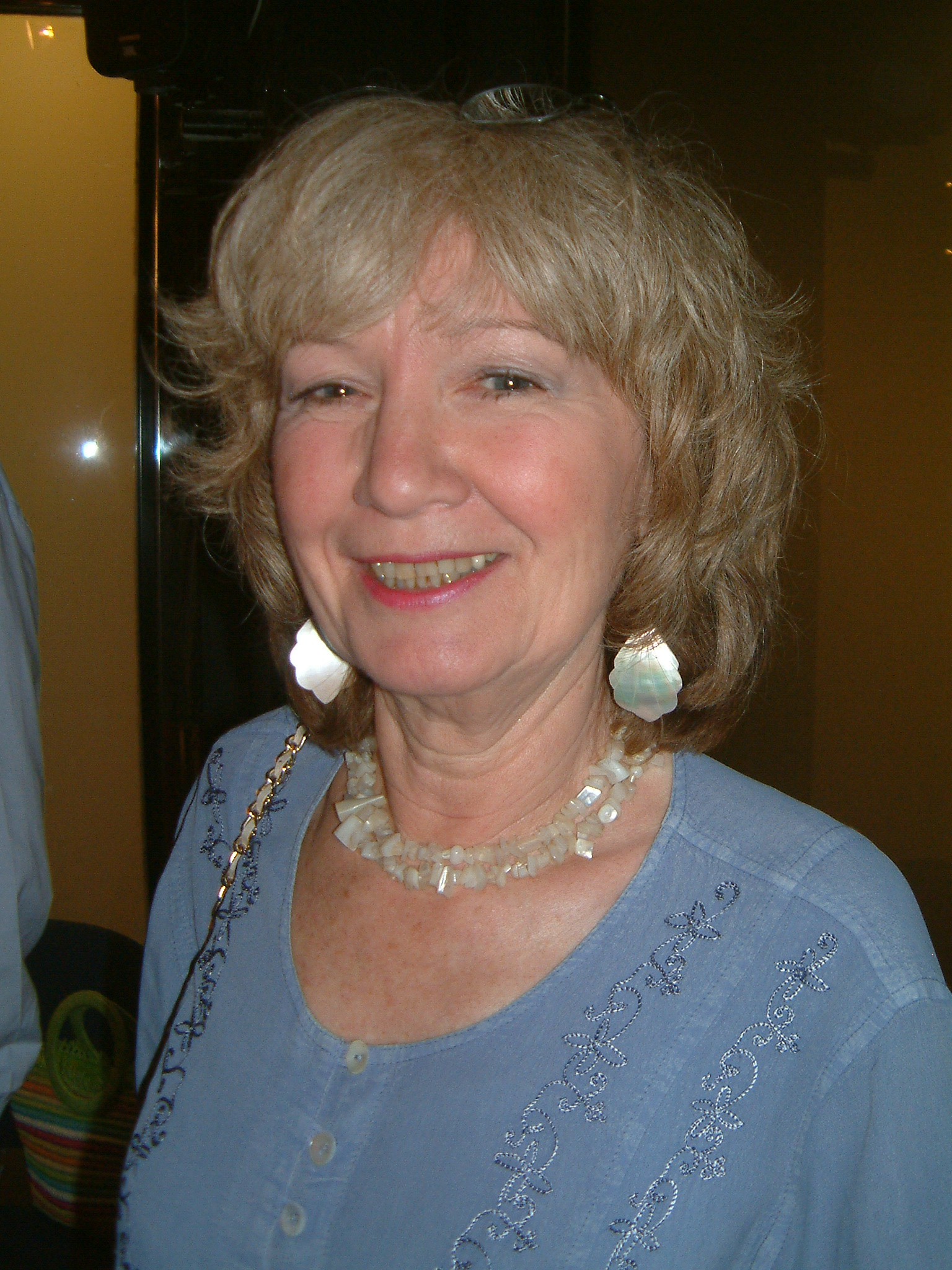
Джули Стивенс

- Адамская, Ванда[пол.] (80) — польский политик, депутат Сейма (1980—1985)[324].
- Боденштайн, Кристель[нем.] (86) — немецкая актриса и театральный режиссёр[325].
- Велихов, Евгений Павлович (89) — советский и российский физик-теоретик, академик РАН (1991; академик АН СССР с 1974), директор ИАЭ имени И. В. Курчатова (1989—1991), директор (1991—1992) и президент (1992—2015) РНЦ / НИЦ «Курчатовский институт», Герой Социалистического Труда (1985), Герой Труда Российской Федерации (2020), полный кавалер ордена «За заслуги перед Отечеством»[326].
- Гойхман, Павел Наумович (95) — советский и израильский тренер по лёгкой атлетике, заслуженный тренер СССР (1957)[327].
- Кагава, Хироси (99) — японский футболист и спортивный журналист[328].
- Кристофер, Том[англ.] (84) — американский актёр[329].
- Максанс, Жан-Люк[фр.] (78) — французский поэт, писатель и издатель[330].
- Панков, Радован[серб.] (78) — сербский политик, министр диаспоры (1994—1998)[331].
- Пиллиттери, Паоло[итал.] (84) — итальянский политический деятель, мэр Милана (1986—1992), депутат Парламента (1983—1987, 1992—1994)[332].
- Рубо, Жак (92) — французский поэт, писатель и математик[333].
- Сребник, Борис Владимирович (89) — советский и российский специалист по исследованию рынков и управлению бизнесом[334].
- Стейнберг, Дэвид (96) — американский историк[335].
- Стивенс, Джули (87) — британская актриса[336].
- Тессуто, Марио[итал.] (81) — итальянский певец[337].

## 4 декабря

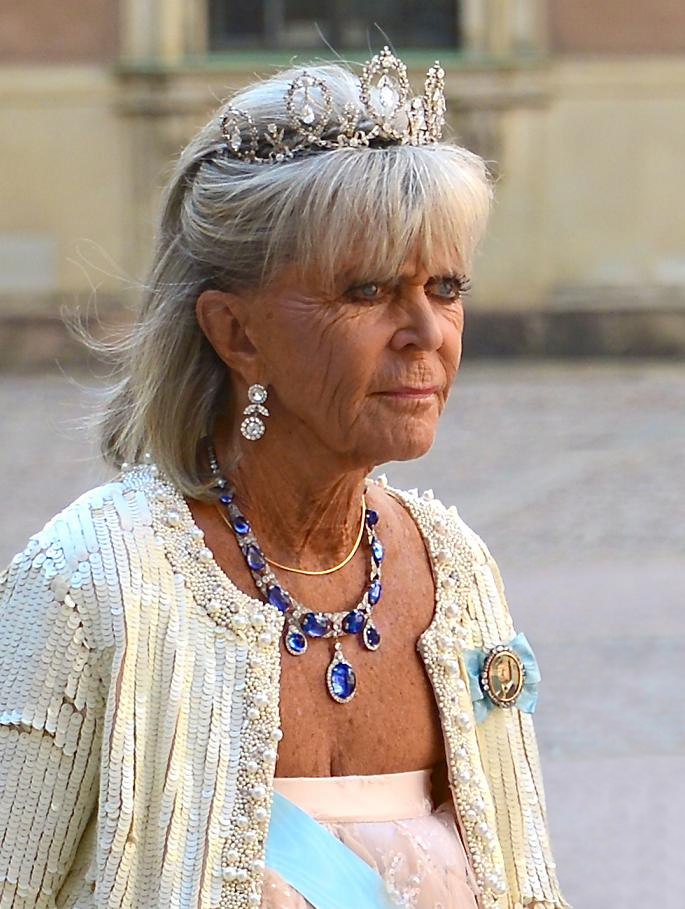
Биргитта Шведская

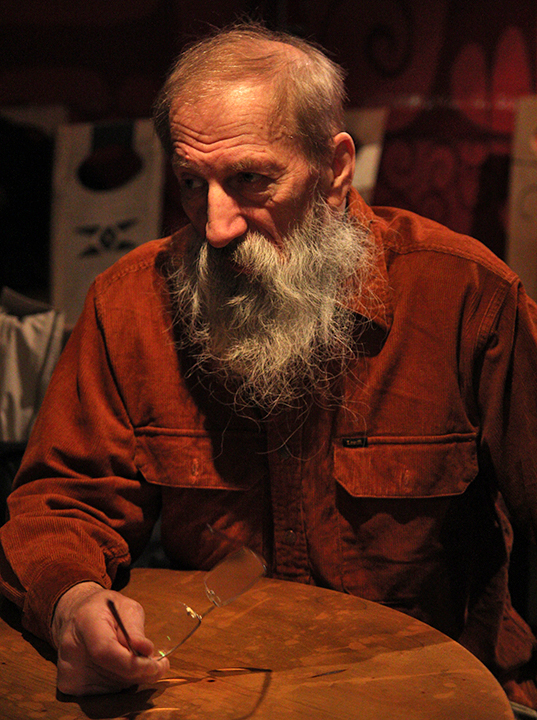
Александр Горнон

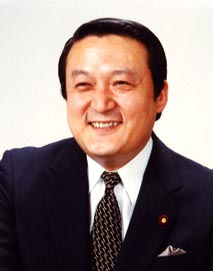
Сэйити Оота

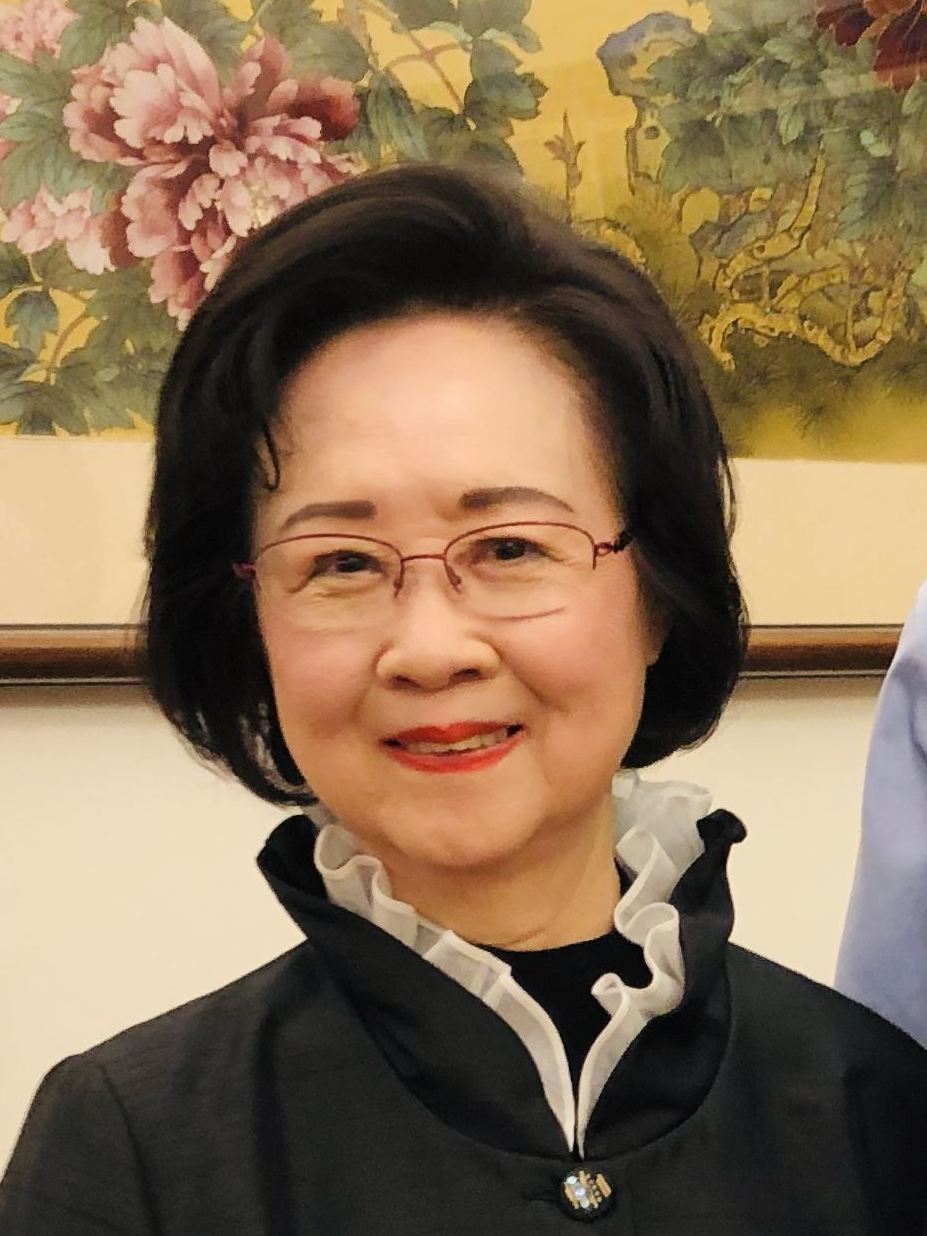
Цюн Яо

- Аббасов, Тофик Абасович (75) — советский футболист и футбольный тренер[338].
- Азеев, Виктор Аркадьевич (69) — российский режиссёр, аниматор и телеведущий[339].
- Биргитта Шведская (87) — член шведской королевской семьи, сестра короля Карла XVI Густава[340].
- Борнья, Эудженио[итал.] (94) — итальянский психиатр и эссеист[341].
- Горнон, Александр Георгиевич (78) — русский поэт, прозаик, редактор, график[342].
- Коски, Хейкки[фин.] (84) — финский политический деятель, министр внутренних дел (1975), губернатор Западной Финляндии (1997—2003)[343].
- Лазарева, Галина Михайловна (94) — советский и российский педагог, Герой Социалистического Труда (1978)[344].
- Мирколи, Данте[итал.] (77) — итальянско-аргентинский футболист[345].
- Мостов, Андрей Геннадьевич (50) — белорусский баскетболист, игрок национальной сборной[346].
- Никитина, Зоя Григорьевна (86) — советский передовик сельского хозяйства, Герой Социалистического Труда (1981)[347].
- Оота, Сэйити (79) — японский государственный деятель, министр сельского хозяйства, лесных угодий и рыбного промысла (2008)[348].
- Пиотровский, Рафал[пол.] (50) — польский футболист[349].
- Рожаш, Петер[англ.] (81) — венгерский игрок в настольный теннис, бронзовый призёр чемпионата мира (1961)[350].
- Рызванович, Вера Кирилловна (98) — советская и российская оперная певица, заслуженная артистка РСФСР (1974)[351].
- Томпсон, Брайан (50) — американский предприниматель, генеральный директор UnitedHealth Group (с 2021); убийство[352].
- Цюн Яо (86) — тайваньская писательница; самоубийство[353].
- Чоудхури, Кямран Хусейн[бенг.] (72) — бангладешский политический деятель, депутат Парламента (1988—1990)[354].
- Янг, Тони (71) — английский футболист (о смерти объявлено в этот день)[355].
- Сесар Янес Уриас[англ.] (104) — сальвадорский военный и политический деятель, член правительственной хунты (1960)[356].

## 3 декабря

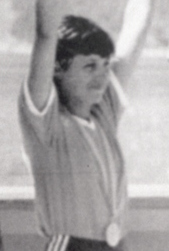
Екатерина Оанча

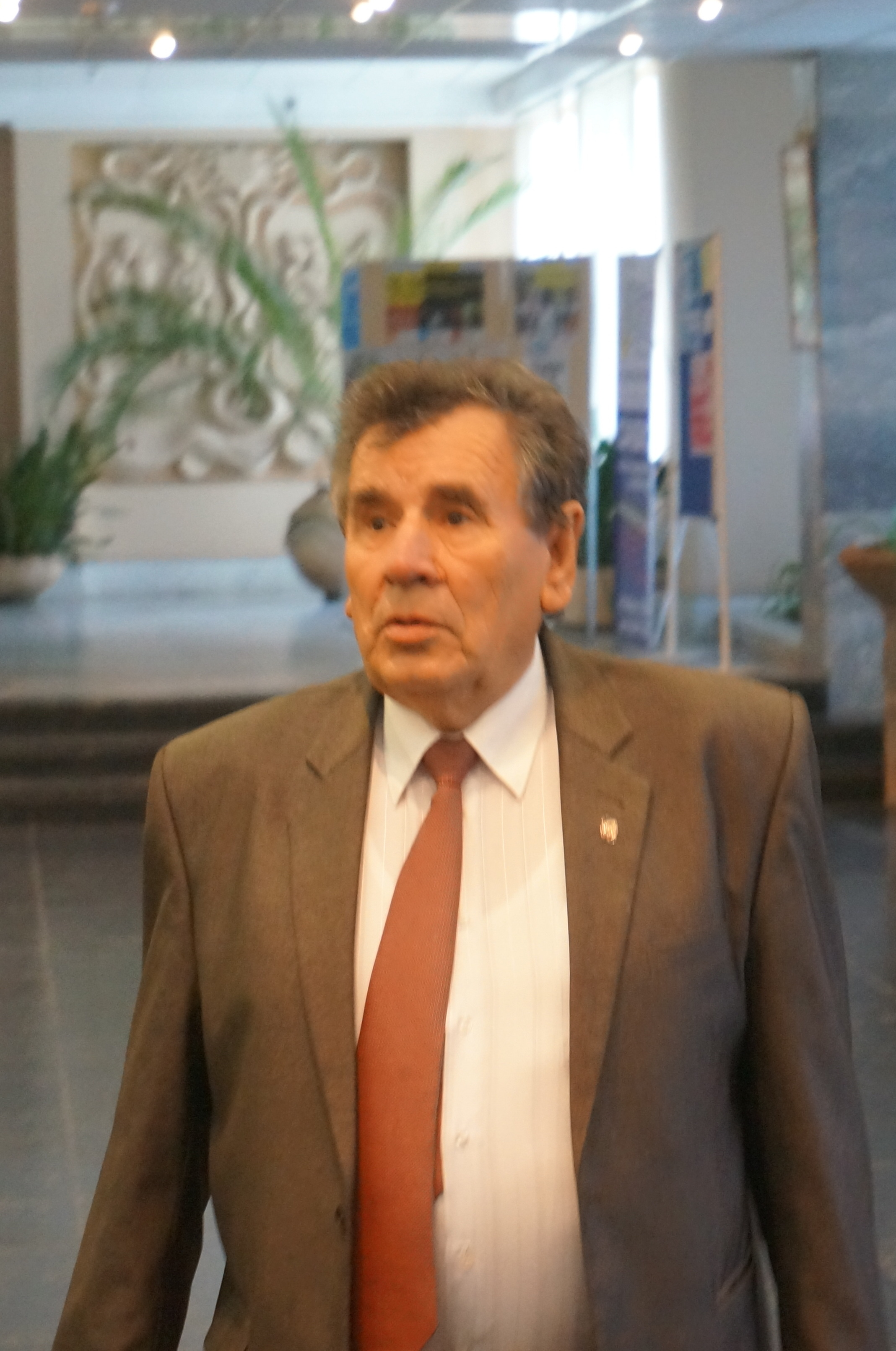
Виктор Парфёнов

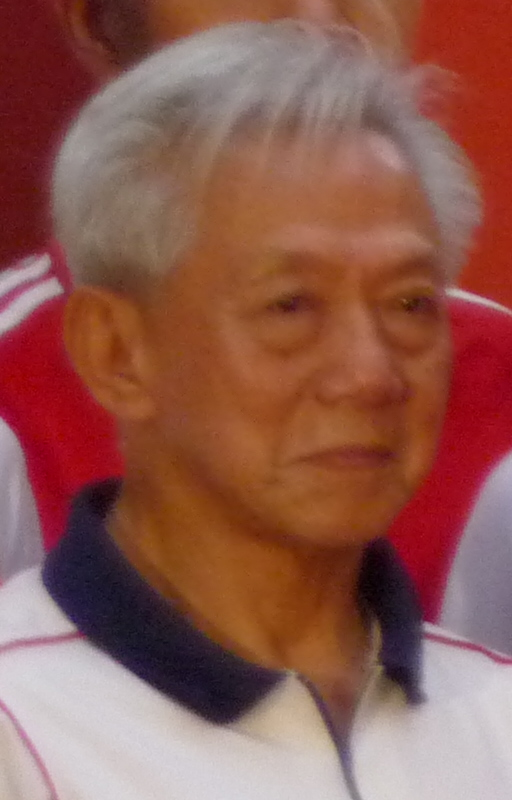
Тан Хоу Лян

- Али Юсуф, Мохаммед[англ.] (80) — сомалийский политический деятель, вице-президент Пунтленда (2004—2005), сенатор (2021—2022)[357].
- Беридзе, Тенгиз Георгиевич (85) — советский и грузинский биохимик, действительный член НАН Грузии (1993)[358].
- Борлан, Анри (97) — французский медик, литератор, мемуарист, переживший Холокост[359].
- Бурхальтер, Рене[англ.] (90) — швейцарский спортивный функционер, президент Национального олимпийского комитета Швейцарии (1997—2001)[360].
- Ван Леувен, Ханс (92) — нидерландский физик-теоретик, член Королевской академии наук и искусств Нидерландов[361].
- Васкес, Исраэль (46) — мексиканский боксёр-профессионал, трёхкратный чемпион мира[362].
- Видяпин, Виталий Иванович (85) — советский и российский экономист, ректор РЭА им. Г. В. Плеханова (1990—2008)[363].
- Губский, Владимир Михайлович (88) — советский и российский хозяйственный, государственный, партийный и политический деятель, народный депутат РСФСР/РФ (1990—1993)[364].
- Красники, Али[алб.] (71/72) — косовский писатель и общественный деятель[365].
- Оанча, Екатерина (70) — румынская рулевая в академической гребле, олимпийская чемпионка (1984), трёхкратная чемпионка мира[366].
- Парфёнов, Виктор Иванович (90) — советский и белорусский ботаник, директор Института экспериментальной ботаники (1972—2000), академик АН БССР / НАН Белоруссии (1986)[367].
- Тан Хоу Лян (91) — сингапурский тяжелоатлет, серебряный призёр Олимпийских игр (1960), чемпион летних Азиатских игр (1958)[368].
- Штерц, Рудольф[чеш.] (78) — чешский актёр[369].

## 2 декабря

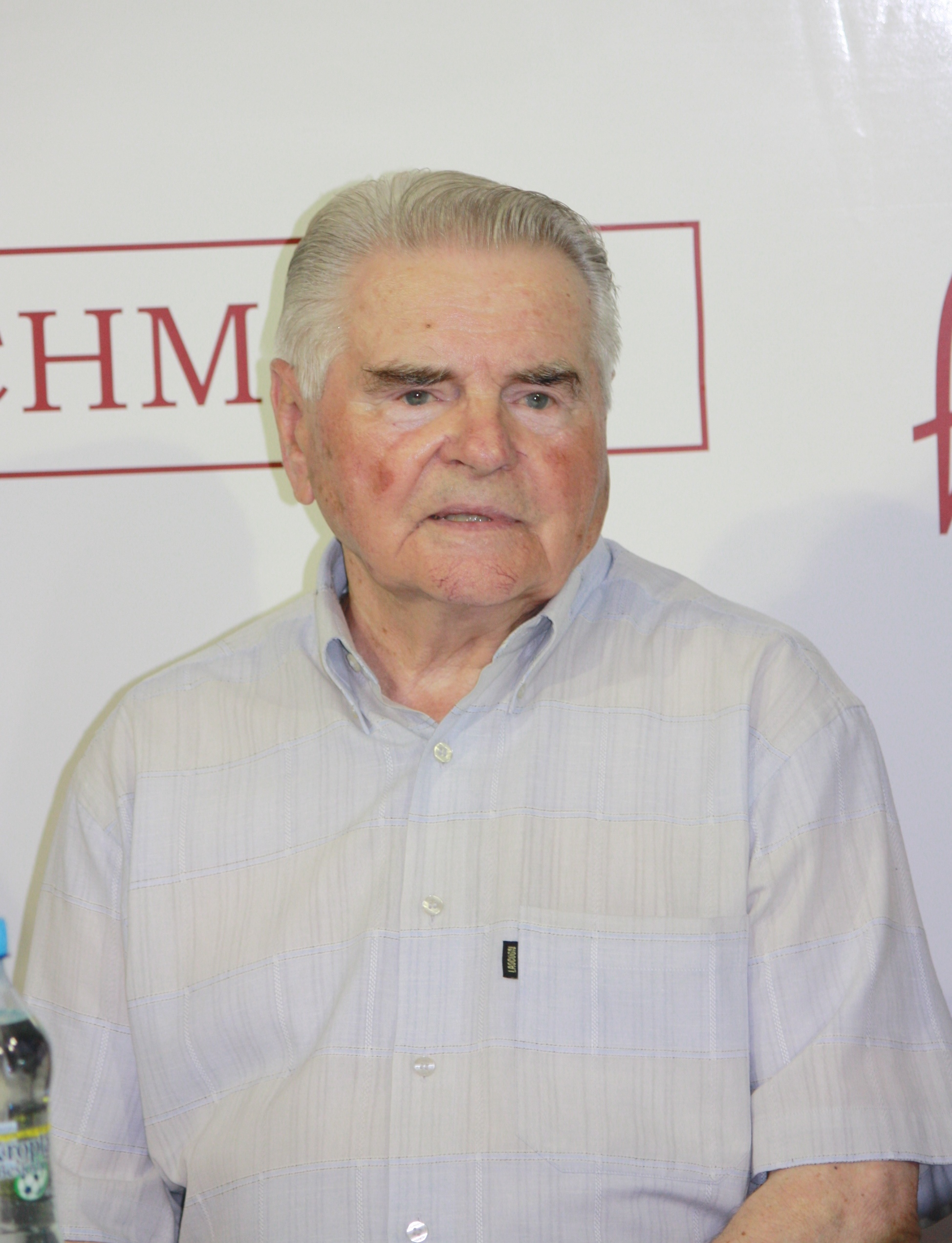
Люцьян Брыхчий

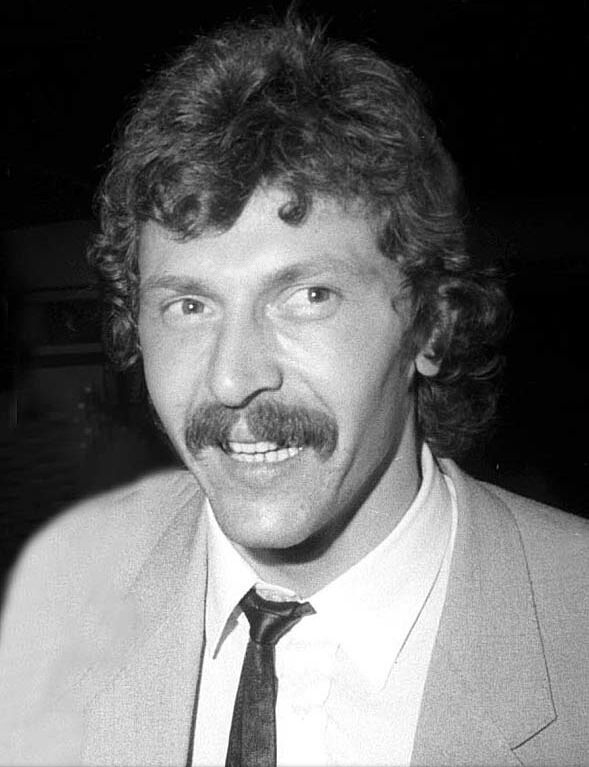
Хельмут Дукадам

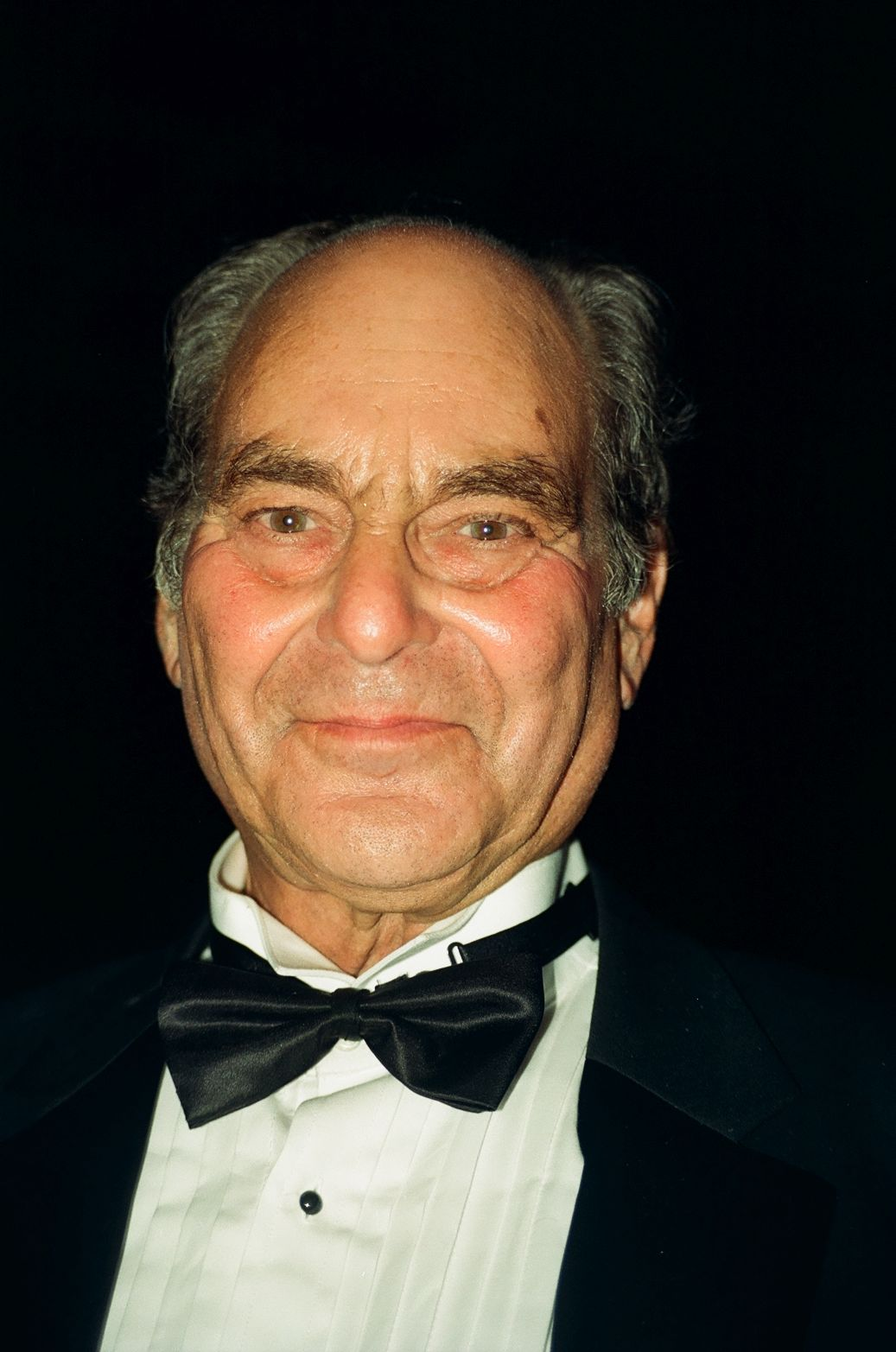
Пол Маслански

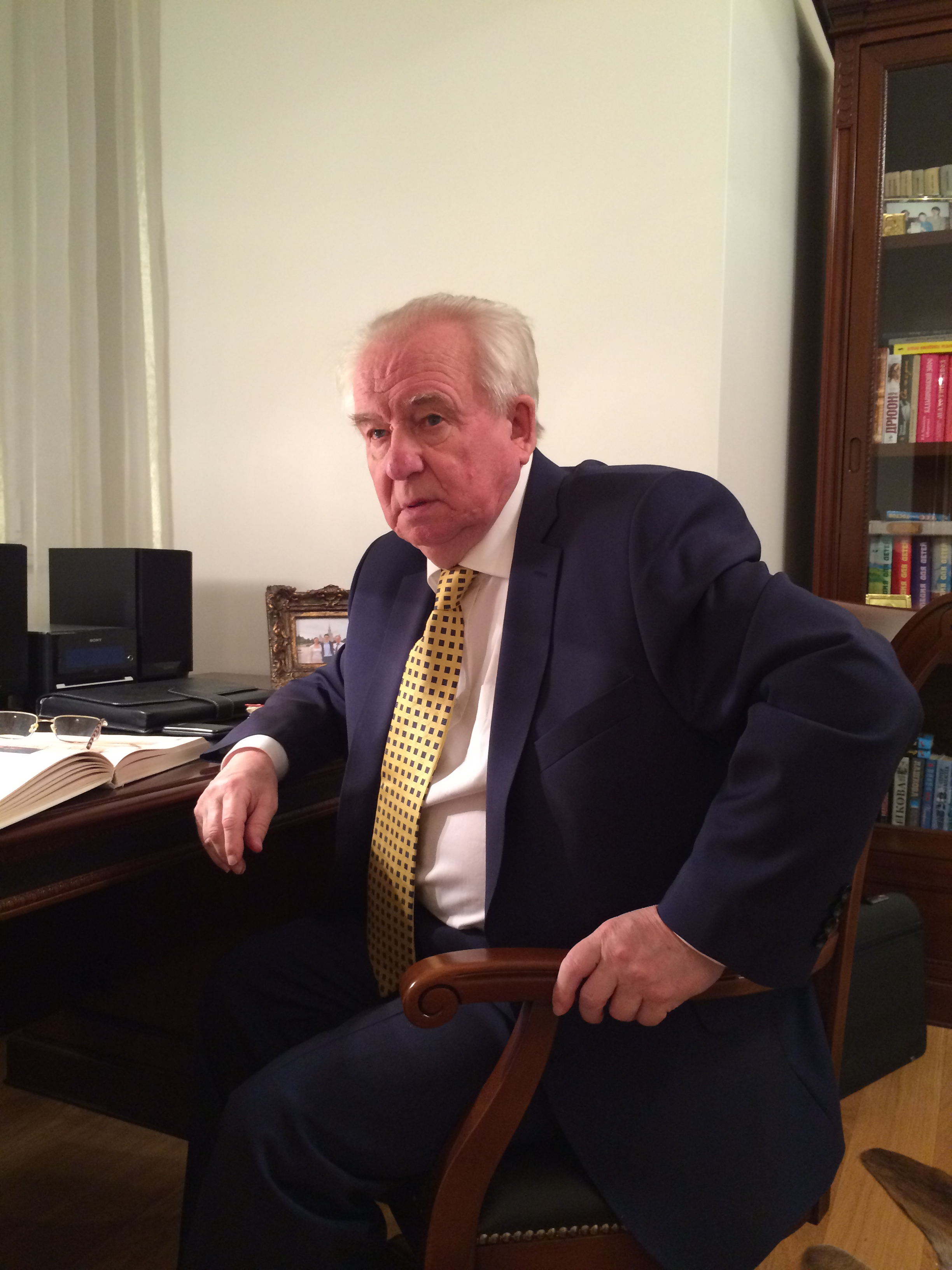
Николай Нарышкин

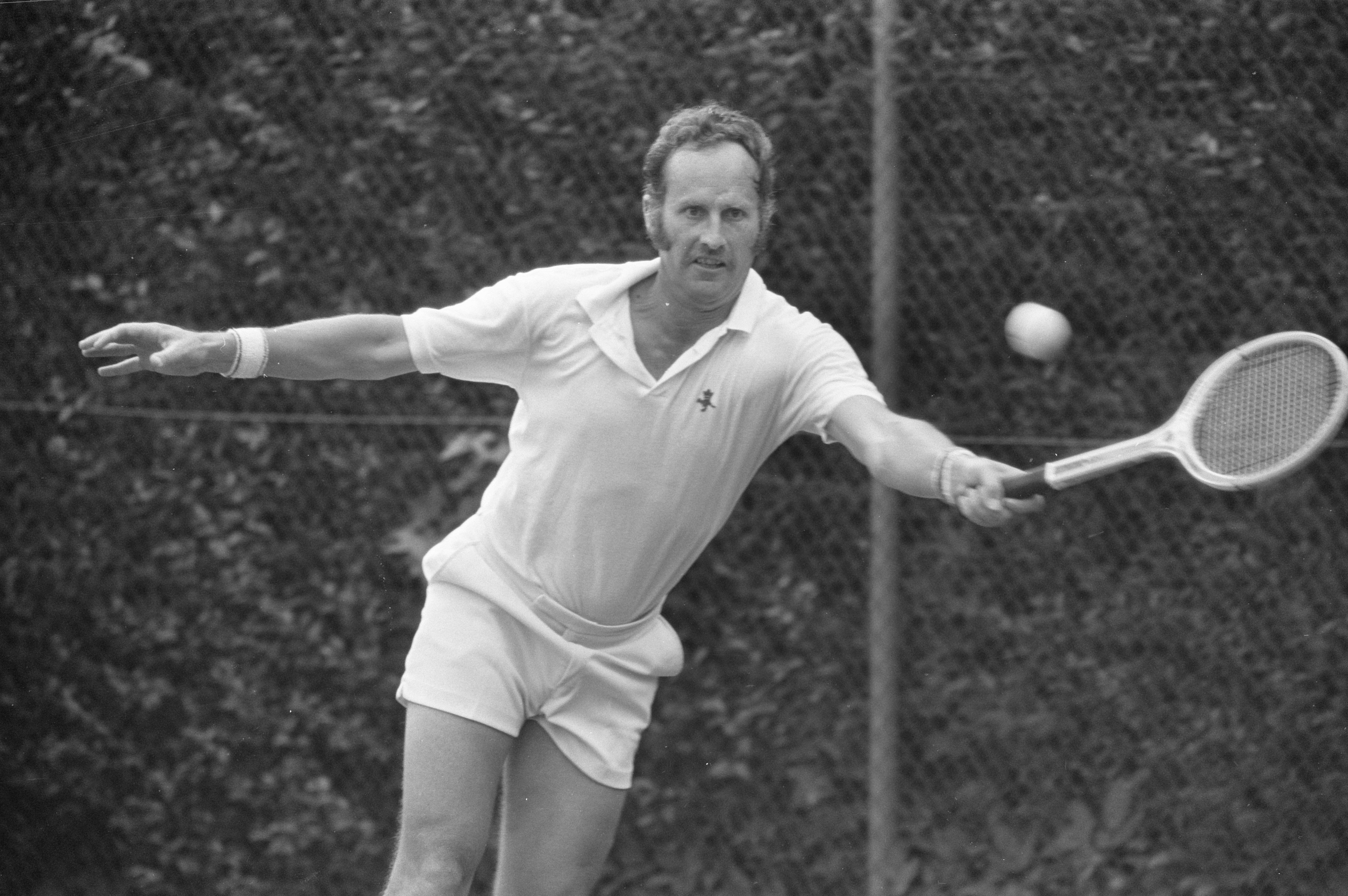
Нил Фрейзер

- Amoral (27) — российский ютубер и стример; самоубийство[370].
- Атаев, Атав Гаджиевич (75) — кумыкский поэт и драматург[371].
- Барутчу, Омер[тур.] (82) — турецкий политик, министр транспорта (1996—1997) и депутат Национального собрания (1977—1980, 1987—2002)[372].
- Брыхчий, Люцьян (90) — польский футболист и тренер, игрок национальной сборной[373].
- Дукадам, Хельмут (65) — румынский футболист, игрок национальной сборной[374].
- Жардини, Паулу[порт.] (62) — бразильский актёр[375].
- Котнуар, Луиза[фр.] (75) — канадская писательница[376].
- Крюков, Евгений Владимирович (61) — советский и российский футболист, российский тренер[377].
- Ланцман, Эли[ивр.] (88) — израильский историк[378].
- Маслански, Пол (91) — американский продюсер, сценарист, актёр[379].
- Мэтерс, Дебби (69) — американская писательница, мать Эминема[380].
- Нарышкин, Николай Васильевич (86) — российский общественный деятель, публицист, краевед[381].
- Ноздрин, Владимир Иванович (77) — российский гистолог и фармаколог[382].
- Пинту Пайва, Жузе (86) — бразильский шахматист[383].
- Саббатуччи, Джованни[итал.] (80) — итальянский журналист и историк, исследователь фашизма[384].
- Фокс, Сэм[англ.] (95) — американский бизнесмен и дипломат, посол в Бельгии[385].
- Фрейзер, Нил (91) — австралийский теннисист[386].

## 1 декабря

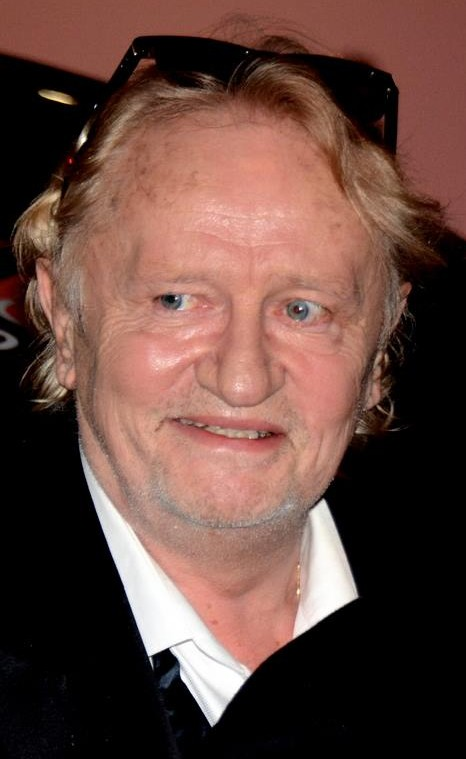
Нильс Ареструп

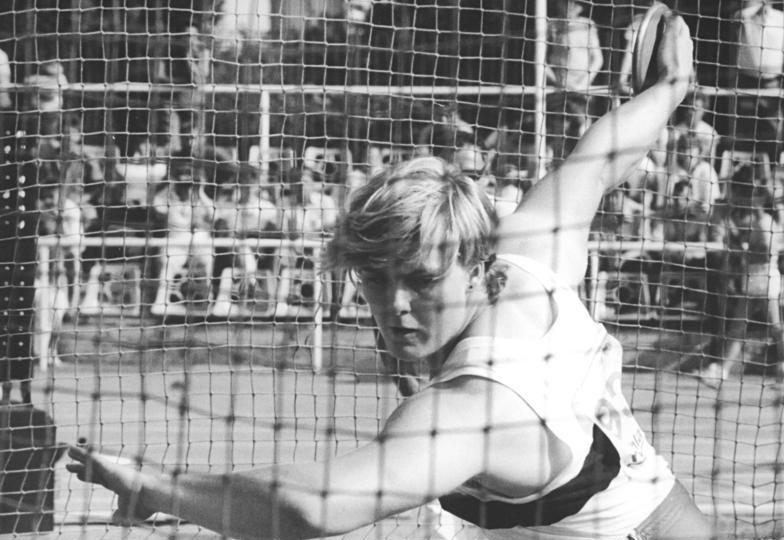
Ильке Вилудда

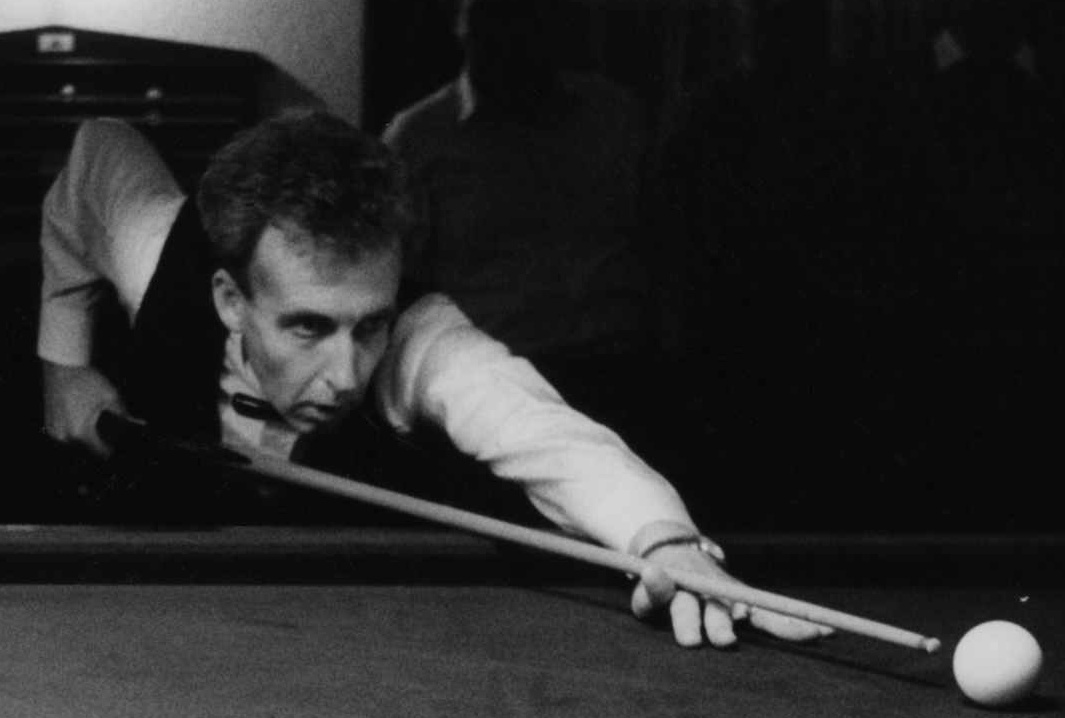
Терри Гриффитс

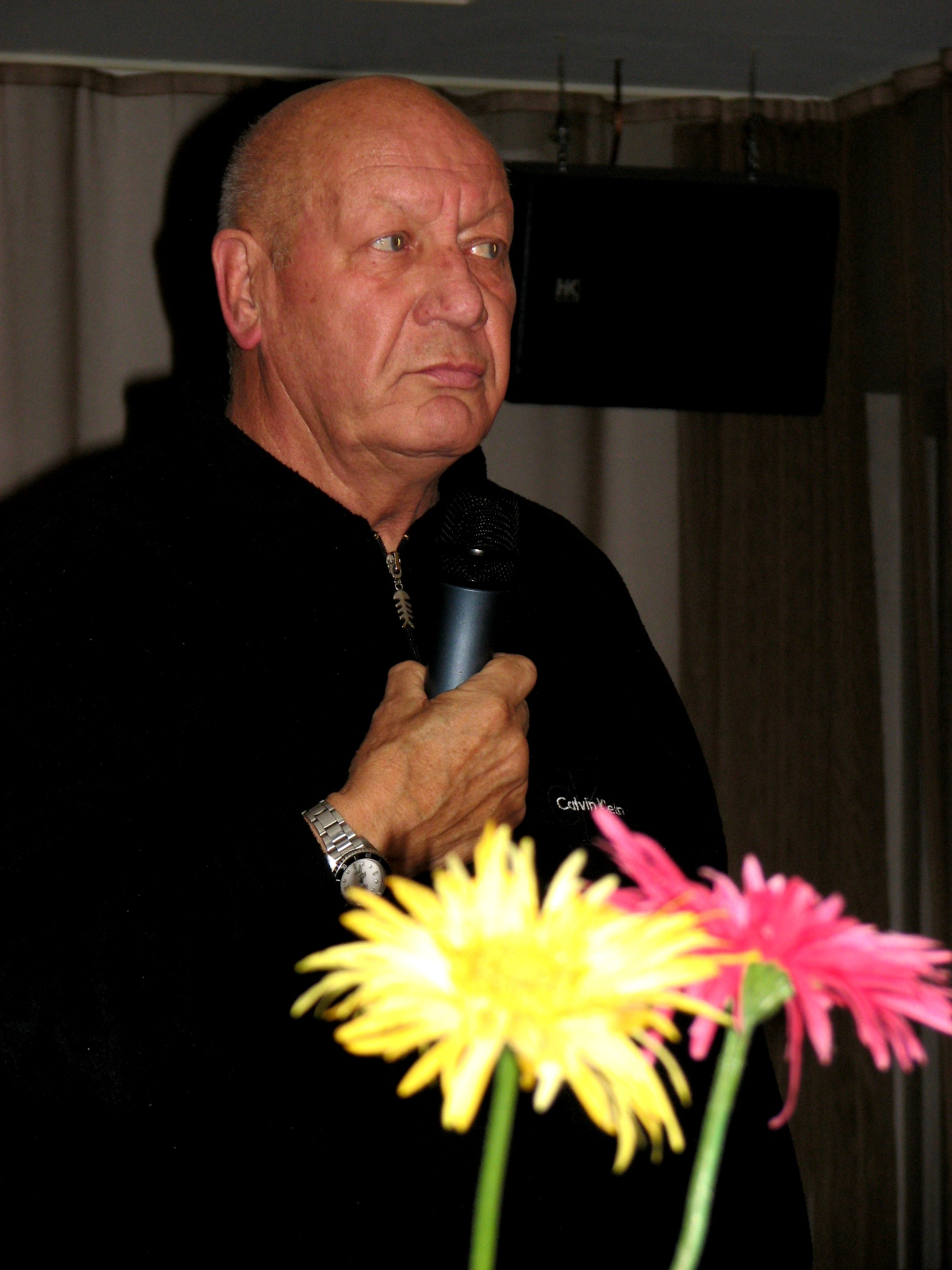
Фред Юсси

- Ареструп, Нильс (75) — французский актёр[387].
- Ахмад Мухлис, Халил[англ.] (67—68) — пакистанский политик, депутат Национальной ассамблеи (2002—2007)[388].
- Бояджиев, Гиорги[макед.] (74) — македонский военачальник, начальник Генерального штаба Вооружённых сил (2004—2005)[389].
- Вилудда, Ильке (55) — немецкая метательница диска, чемпионка Олимпийских игр (1996)[390].
- Гилани, Сайед Али Хасаан[урду] (50) — пакистанский политик, депутат Национальной ассамблеи (2013—2018); ДТП[391].
- Гриффитс, Терри (77) — валлийский снукерист, чемпион мира (1979)[392].
- Д’Аморе, Крешенцо (45) — итальянский шоссейный велогонщик[393].
- Пашков, Павел Павлович (83) — советский партийный деятель, первый секретарь Евпаторийского горкома КПСС (1980—1986)[394].
- Продан, Виктор Михайлович (73) — советский и казахстанский трековый велосипедист и тренер по велотреку, чемпион Европы и СССР[395].
- Редпат, Иэн[англ.] (83) — австралийский игрок в крикет, член национальной сборной[396].
- Рейес, Сандра[исп.] (49) — колумбийская актриса[397].
- Уилкинс, Розали[англ.] (78) — британский политик, член Палаты лордов (1999—2015)[398].
- Юсси, Фред (89) — советский и эстонский биолог, писатель-натуралист и фотограф[399].